# Conflicto limítrofe entre el Perú y Colombia
El conflicto limítrofe entre el Perú y Colombia fue una disputa territorial entre las dos repúblicas, causada por la falta de delimitación de sus fronteras en la agreste región amazónica, en el período comprendido entre 1821, cuando se erigió la República Peruana, y 1934, cuando se firmó el Protocolo de Río de Janeiro, tras el fin de la guerra colombo-peruana.
Desde 2024, un nuevo conflicto se centra en Santa Rosa, una isla cercana a Tres Fronteras que se separó de la isla Chinería a través de un proceso natural de fragmentación fluvial en la década de 1970.

## Época colonial

### Creación, disolución y reinstauración del Virreinato de Nueva Granada

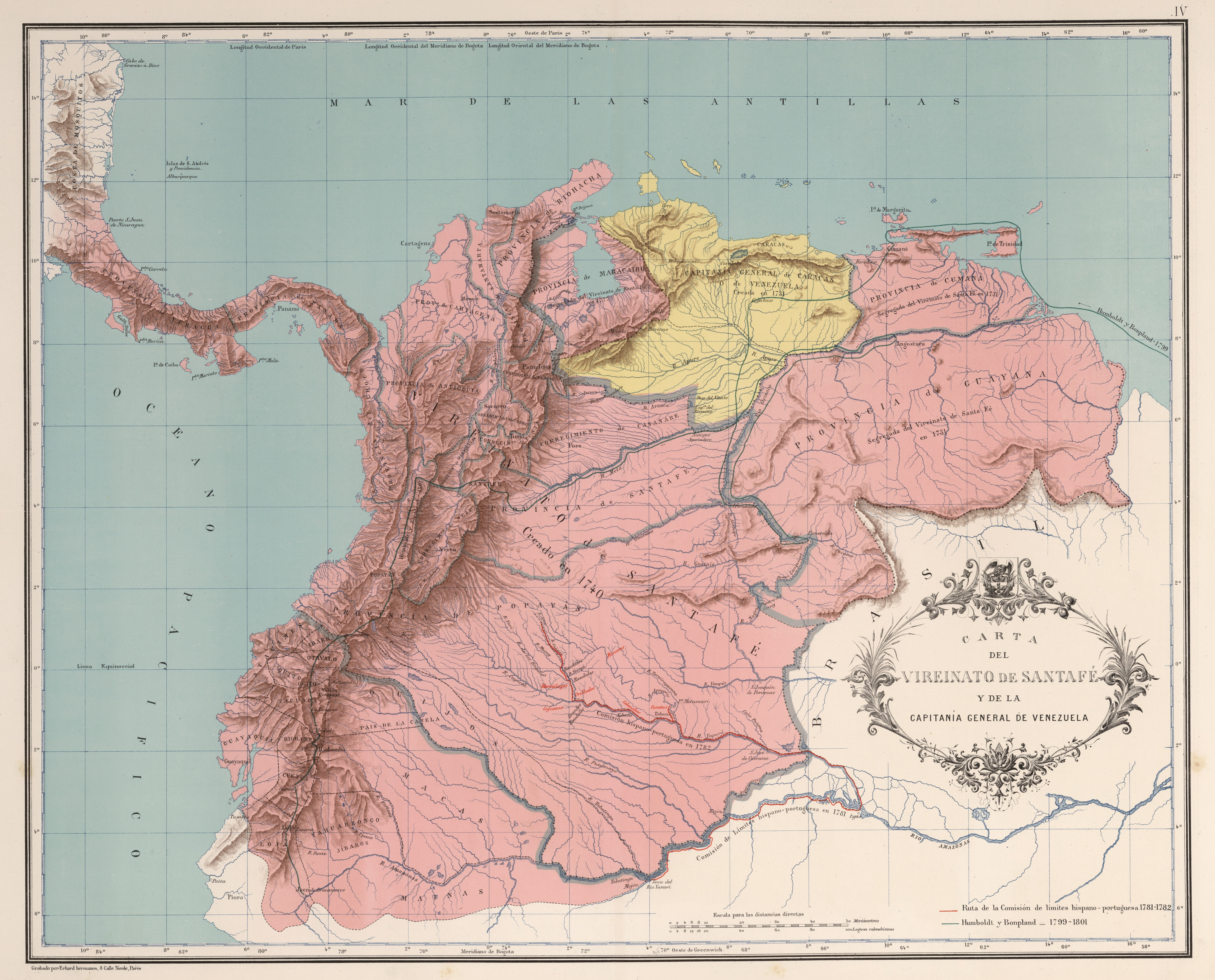
Virreinato de Santafé y Capitanía General de Venezuela (1742).

A principios del siglo XVIII los dominios coloniales españoles en América estaban divididos en dos grandes jurisdicciones: el Virreinato de Nueva España y el Virreinato del Perú. Sin embargo, por la extensión del último, se requirió, para su mejor administración y gobierno, su división en diversas provincias.
El 27 de mayo de 1717 se erigió por Real Cédula, sobre la base del Nuevo Reino de Granada, la Capitanía General de Venezuela y la Real Audiencia de Quito, el Virreinato de Nueva Granada. Sería disuelta temporalmente el 5 de noviembre de 1723 y sus territorios reincorporados al Virreinato del Perú. Pero en 1739 se restableció nueva y definitivamente, con los mismos territorios y derechos que tenía según la Real Cédula de 1717.

### Real Cédula de 1740
El rey Felipe V, mediante Real Cédula, fijaría los límites entre el Virreinato del Perú con el de Nueva Granada.

Partiendo desde Tumbez en la costa del Pacífico sigue la línea por las serranías y demás cordilleras de los Andes por la jurisdicción de Paita y Piura, hasta el Maranon a los 6º30' de latitud Sur y la tierra adentro, dejando al Perú la jurisdicción de Piura, Cajamarca, Moyobamba y Motilones y por la cordillera de Jeveros atravesando el río Ucayali, a los 6º de latitud Sur hasta dar con el río Javari o Jauri en la confluencia del Carpi y las aguas de este al Solimaes o Amazonas y las de este aguas abajo hasta la boca más occidental del Caqueta o Yapura, en que comienzan los límites con el Brasil...

#### Dudas sobre la veracidad de la Real Cédula de 1740
De acuerdo con el historiador peruano Percy Cayo Córdova la Real Cédula de 1740 nunca existió, siendo esta una falsificación realizada por el gobierno ecuatoriano en su litigio limítrofe contra el Perú. El también historiador Luis Ulloa, en relación con esta real cédula señaló:

Según ese falso, el rey de España demarcó con grados de latitud y longitud los virreinatos del Perú y Nueva Granada, y esto con el objeto de que tal división fuese eterna y no pudiese modificarla ninguna Real Cédula posterior, menos aun la de 1802. Claro es que no existe tal Cédula de 1740: en vano la busqué varios años en todos los archivos de España. Ni existe ni puede existir Cédula con tan absurdo objeto.
Luis Ulloa

### Real Cédula de 1802
Carlos IV, el 15 de julio de 1802, dictó una Real Cédula, según la cual, el Gobierno de Maynas y el Gobierno de Quijos, así como las misiones establecidas en los ríos que desembocan en el Marañón, que pertenecían hasta entonces al territorio de la Real Audiencia de Quito y (por consiguiente) al Virreinato de Nueva Granada, pasaban a la jurisdicción política y eclesiástica del Virreinato del Perú.

He resuelto que tenga por segregado del virreinato de Santa Fe y de la provincia de Quito y agregado a ese virreinato el Gobierno y Comandancia General de Mainas con los pueblos del Gobierno de Quijos, excepto el de Papallacta por estar todos ellos  a las orillas del río Napo o en sus inmediaciones, extendiéndose aquella Comandancia General no sólo por el río Marañón abajo, hasta las fronteras de las colonias portugueses, sino también por todos los demás ríos que entran al Marañón por sus margines septentrional y meridional como son Morona, Huallaga, Paztaza, Ucayali, Napo, Yavari, Putumayo, Yapurá y otros menos considerables, hasta el paraje en que éstos mismos por sus altos y raudales dejan de ser navegables: debiendo quedar también a la misma Comandancia General los pueblos de Lamas y Moyobamba... A cuyo fin os mando que quedando como quedan agregados los gobiernos de Mainas y Quijos a es virreinato auxiliés con cuantas providencias juzguéis necesarias y os pidiere el Comandante General y que sirvan en ellos no sólo para el adelantamiento y conservación de los pueblos, custodia de los misioneros sino también para la seguridad de mis dominios impidiendo se adelanten por ellos los vasallos de Corona de Portugal nombrando los cabos subalternos o Teniente de Gobernador que os pareciere necesarios, para la defensa de esas fronteras y administración de justicia...Así mismo he resuelto poner todos esos pueblos y misiones reunidos a cargo del Colegio Apostólico de Santa Rosa de Ocopa de ese Arzobispado...Igualmente he resuelto erigir un Obispado en dichas misiones... YO EL REY

### Real Cédula de 1803
Carlos IV, debido a la solicitud de la Junta de Fortificaciones de América, emitió la Real Cédula del 7 de julio de 1803, por la cual en lo militar y lo político el Gobierno de Guayaquil volvió a depender del Virreinato del Perú.

(...) debe depender el gobierno de Guayaquil del virrey de Lima y no del de Santa Fe, pues éste no puede darle, como aquel en los casos necesarios, los precisos auxilios, siendo el de Lima por la facilidad y la brevedad con que puede ejecutarlo, quien le ha de enviar los correos de tropas, dinero, pertrechos, armas y demás efectos de que carece aquel territorio; y por consiguiente, se halla en el caso de vigilar mejor, y con más motivo que el de Santa Fe, (...)

### Real Cédula de 1819
El cabildo de Guayaquil pidió al Rey de España que segregara su provincia del Virreinato del Perú y la adhiriera nuevamente al de Nueva Granada. Fernando VII contestó a esta petición con la Real Cédula de 1819:

(...) en cuya consecuencia he venido en declarar que estando ya restablecido el Virreynato de Santa Fé y en exercicio de sus funciones el Presidente y Audiencia de Quito á ésta toca atender en todas las causas así civiles y criminales del Gobierno de Guayaquil como en los asuntos de mi Real Hacienda, permaneciendo el mismo Gobierno sujeto en lo militar a ese Virreynato. Y para que esta mi Real determinación tenga su más puntual cumplimiento, he resuelto preveniros, como por la presente mi Real Cédula os prevengo, dispongais inmediatamente la reposicion de la ciudad de Guayaquil y su provincia al ser y estado en que se hallaba antes de acordar en el año de 1810 vuestro antecesor el Marqués de la Concordia su agregación a ese Virreynato.

### Uti possidetis iure
Tras la abdicación de Carlos IV de España y de su hijo, Fernando VII de España (1808), en favor del emperador Napoleón; se formaron juntas de gobierno en toda la América española. Poco a poco, estas juntas fieles a Fernando VII fueron más radicales en sus ideas y comenzaron a surgir voces que apoyaban firmemente la ruptura con la Península.
Tras la guerra de independencia, se propuso que los países hispanoamericanos emancipados conservasen las antiguas fronteras de las colonias del Imperio español en América. Es decir, que los nuevos estados surgidos tendrían como fronteras las que le corresponderían de las colonias españolas en el año 1810, provisionalmente hasta la existencia de un tratado, alegando el año 1810 como el último de la monarquía española para la posesión legítima de sus dominios americanos.

## La independencia

### Independencia de la Gran Colombia (19 de agosto de 1819)

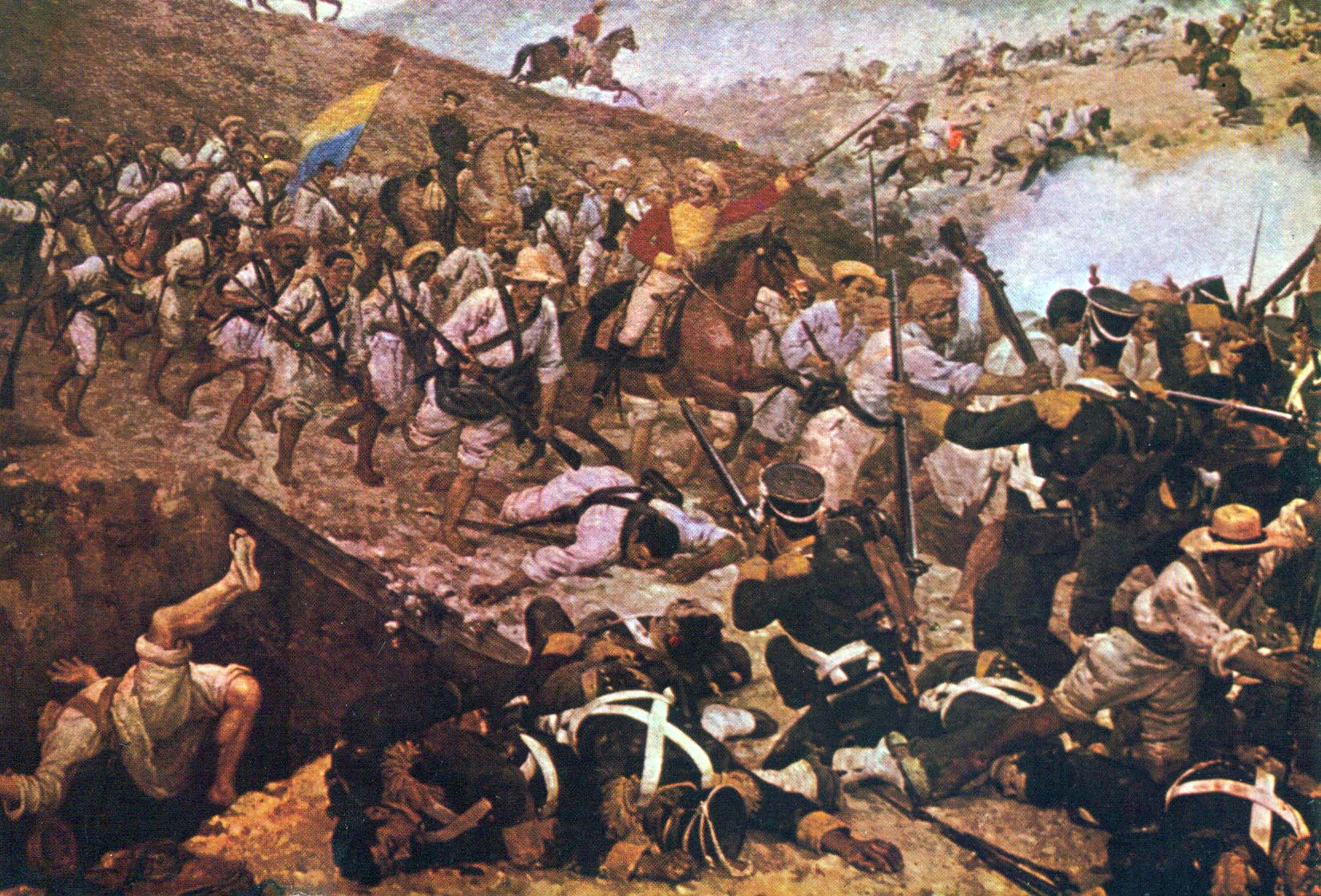
Batalla de Boyacá, 7 de agosto de 1819.

Tras la batalla del Pantano de Vargas y la de Boyacá, en las cuales el ejército patriota venció al realista, Bolívar y sus hombres tuvieron vía libre hacia Santa Fe de Bogotá, ingresando a la ciudad el 10 de agosto de 1819. El 19 de agosto de ese año se proclamó la República de Colombia, pero recién el 17 de diciembre, el Congreso de Angostura declaró formalmente su independencia.
La nueva república se constituyó en los territorios pertenecientes al antiguo virreinato de Nueva Granada, a saber, Venezuela, Cundinamarca y Quito. 

### Independencia de Guayaquil (9 de octubre de 1820)

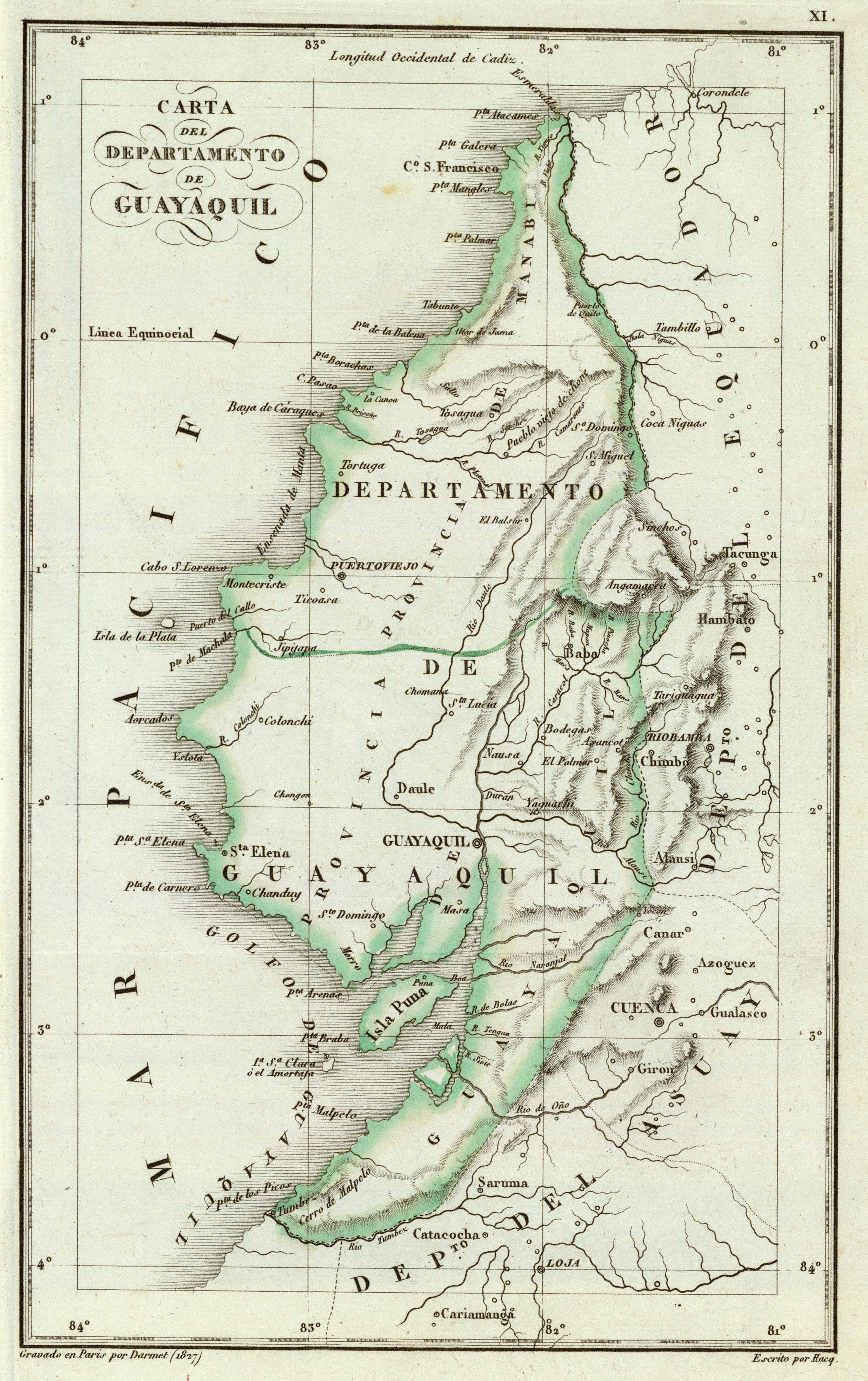
Provincia Libre de Guayaquil.

El cabildo de Guayaquil se independizó formalmente de España el 9 de octubre de 1820, y con ese episodio, comenzaría la guerra de independencia de Quito (hoy Ecuador).
En la provincia, las opiniones estaban divididas: uno apoyaban la anexión al Protectorado del Perú, otros a la Gran Colombia y unos terceros, a la independencia. El 31 de julio de 1822, la ciudad de Santiago de Guayaquil declaró su anexión oficial a la Gran Colombia.

### Creación del Distrito del Sur
El 12 de octubre de 1821, el Congreso colombiano dictó una ley de división del territorio de la República: ésta sería conformada por tres distritos: Distrito del Norte, del Centro y del Sur. En este último se encontraba incluida la provincia de Jaén de Bracamoros y Mainas, su capital Jaén.

### Independencia de Tumbes (7 de enero de 1821)
Tras la proclamación de independencia de Trujillo, ocurrida el 29 de diciembre de 1820, otras regiones siguieron su ejemplo: Tumbes se declararía independiente el 7 de enero de 1821, y se integraría a la naciente República Peruana.

### Creación del Departamento de Trujillo
El 12 de febrero de 1821, José de San Martín (llegado hacía ya varios meses con una expedición para liberar el Virreinato del Perú) dictó un reglamento provisional en su cuartel general de Huaura, donde incluía como territorio peruano al departamento de Trujillo, que comprendía el Cercado de Trujillo, Lambayeque, Piura, Cajamarca, Huamachuco, Pataz y Chachapoyas.

### Independencia de Jaén (4 de junio de 1821)
Los pobladores de Jaén y los principales vecinos de los demás pueblos de Colasay, Chirinos, San Ignacio y Tomependa, declararon el 4 de junio de 1821 «proclamada la patria y jurada la gloriosa independencia», notificando al general José de San Martín e incorporándose a la Presidencia de Trujillo.
El 22 de julio de 1822, Sucre ordenó que Jaén jurase la constitución colombiana. La ciudad rechazó el mandato, aduciendo que tenía diputados en el Congreso peruano. Bolívar mismo hizo que Sucre desistiera de sus propósitos por las mismas razones.

### Independencia del Perú (28 de julio de 1821)

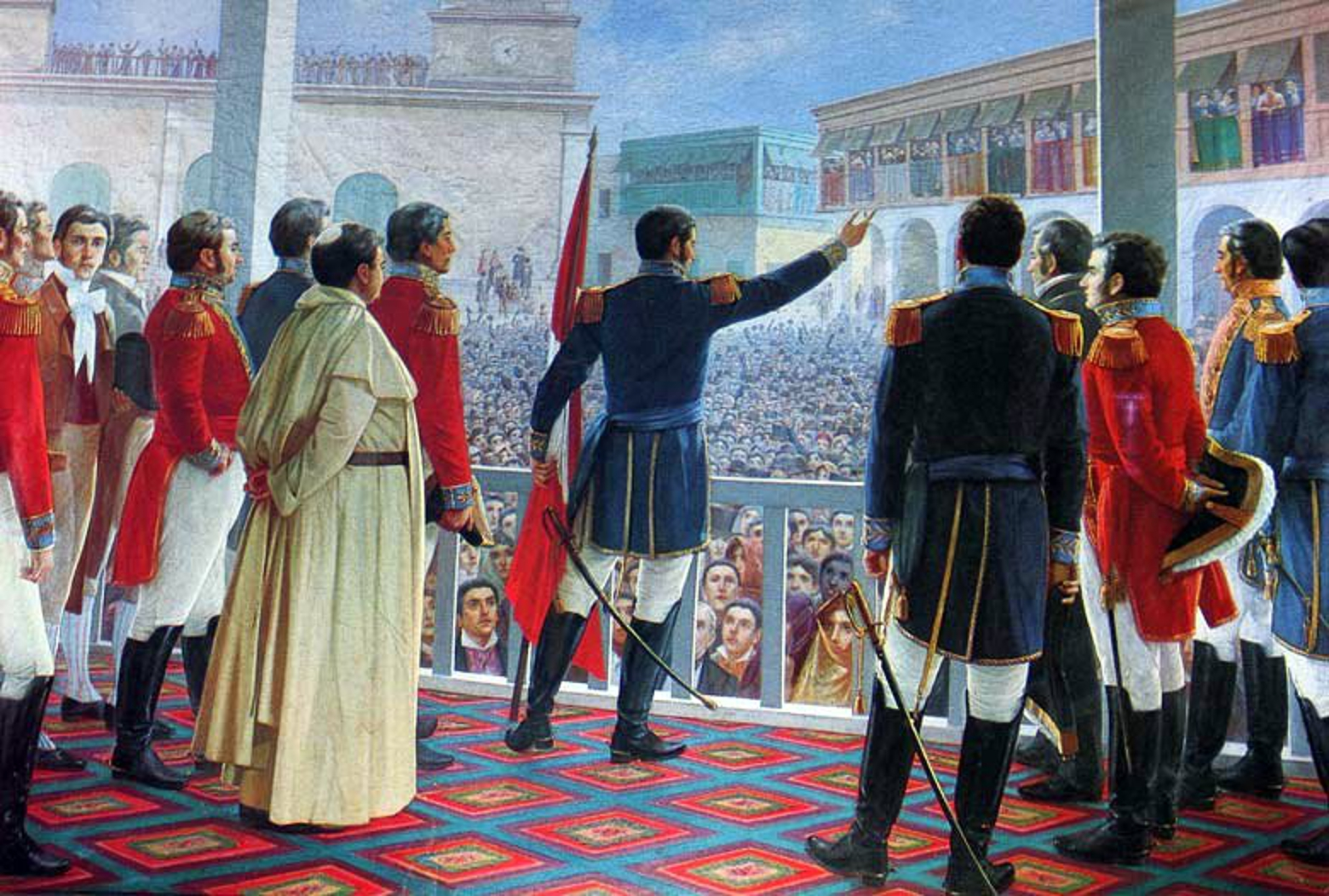
Proclamación de la Independencia del Perú.

Tras la llegada de San Martín al Perú, la independencia de Trujillo y el retiro del Ejército realista de Lima; el Ejército Libertador entró a esta ciudad el 9 de julio de 1821. San Martín proclamó la independencia del Perú con las siguientes palabras:

Desde este momento el Perú es libre e independiente por la voluntad general de los pueblos y por la justicia de su causa que Dios defiende. ¡VIVA LA PATRIA!, ¡VIVA LA LIBERTAD!, ¡VIVA LA INDEPENDENCIA!.
José de San Martín. Lima, 28 de julio de 1821.

### Independencia de Maynas (19 de agosto de 1821)
Tras la llegada de las noticias de la llegada de San Martín, los patriotas de Moyobamba y Chachapoyas desconocieron al gobierno realista y los derrotaron en la batalla de Higos Urco, el 6 de junio de 1821. La jura de independencia de Maynas se realizaría el 19 de agosto de 1821. Por la libre integración de los pueblos, Maynas se integró a la República Peruana, jurando las bases y la misma Constitución de 1823.

## Conflictos entre el Perú y la Gran Colombia

### Negociaciones de límites entre Colombia y Perú (1822-1823)

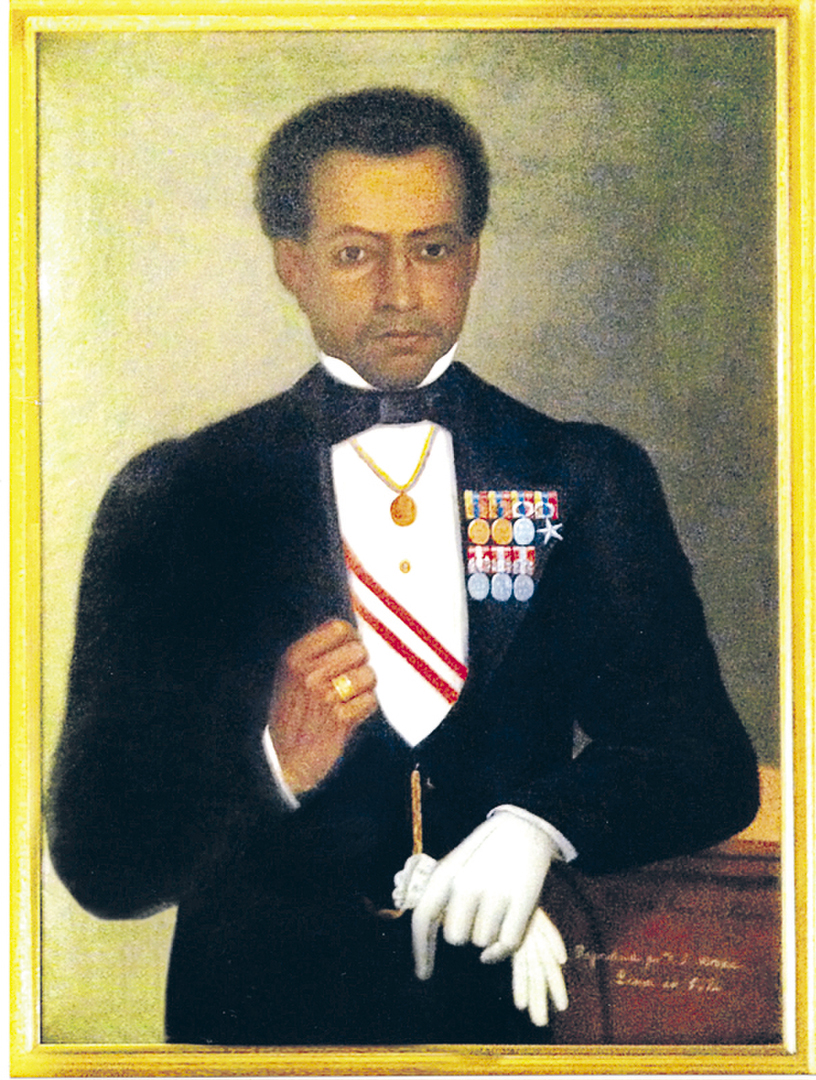
Bernardo de Monteagudo.

Gobernando el Perú José de San Martín, llegó a Lima Joaquín Mosquera, en calidad de ministro plenipotenciario de Colombia. Los objetivos de su llegada fueron:
- El reconocimiento por parte del Perú de que Guayaquil se incorporara a Colombia; y

- Gestionar la adhesión del Perú a un pacto de unión, liga y de confederación perpetuo entre las naciones de América.

Mosquera se entrevistó con el ministro de relaciones exteriores del Perú, Bernardo de Monteagudo, argumentando que «debían respetarse los límites virreinales de 1810, en cuanto no estuviesen modificados por el derecho posterior a la revolución» y, por ende, la anexión de Guayaquil a Colombia. Sin embargo, probablemente desconocía las reales cédulas de 1803 y 1807, que estipulaban la reincorporación de la ciudad al virreinato del Perú.
Monteagudo quien (probablemente por su calidad de extranjero) también ignoraba los derechos del Perú respaldados por la Real Cédula de 1803 y su ratificación de 1807, se opuso a la anexión y, en cambio, respondió a Mosquera que el Estado del Perú reconocía a la Junta Gubernativa de Guayaquil.
No logrando ponerse de acuerdo sobre la cuestión de Guayaquil, postergaron las discusiones de límites para otra ocasión y firmaron el 6 de julio de 1822 un tratado de amistad y alianza entre el Perú y Colombia, en el que se comprometían a defenderse mutuamente y se concedían privilegios a los ciudadanos de ambos países. Además, estipulaba que «la demarcación de los límites precisos que hayan de dividir los territorios de la República de Colombia y el Estado del Perú se arreglará por un convenio particular después que el próximo Congreso Constituyente del Perú haya facultado al Poder Ejecutivo del mismo Estado para arreglar este punto…».

### El Perú bajo la influencia bolivariana (1823-1826)

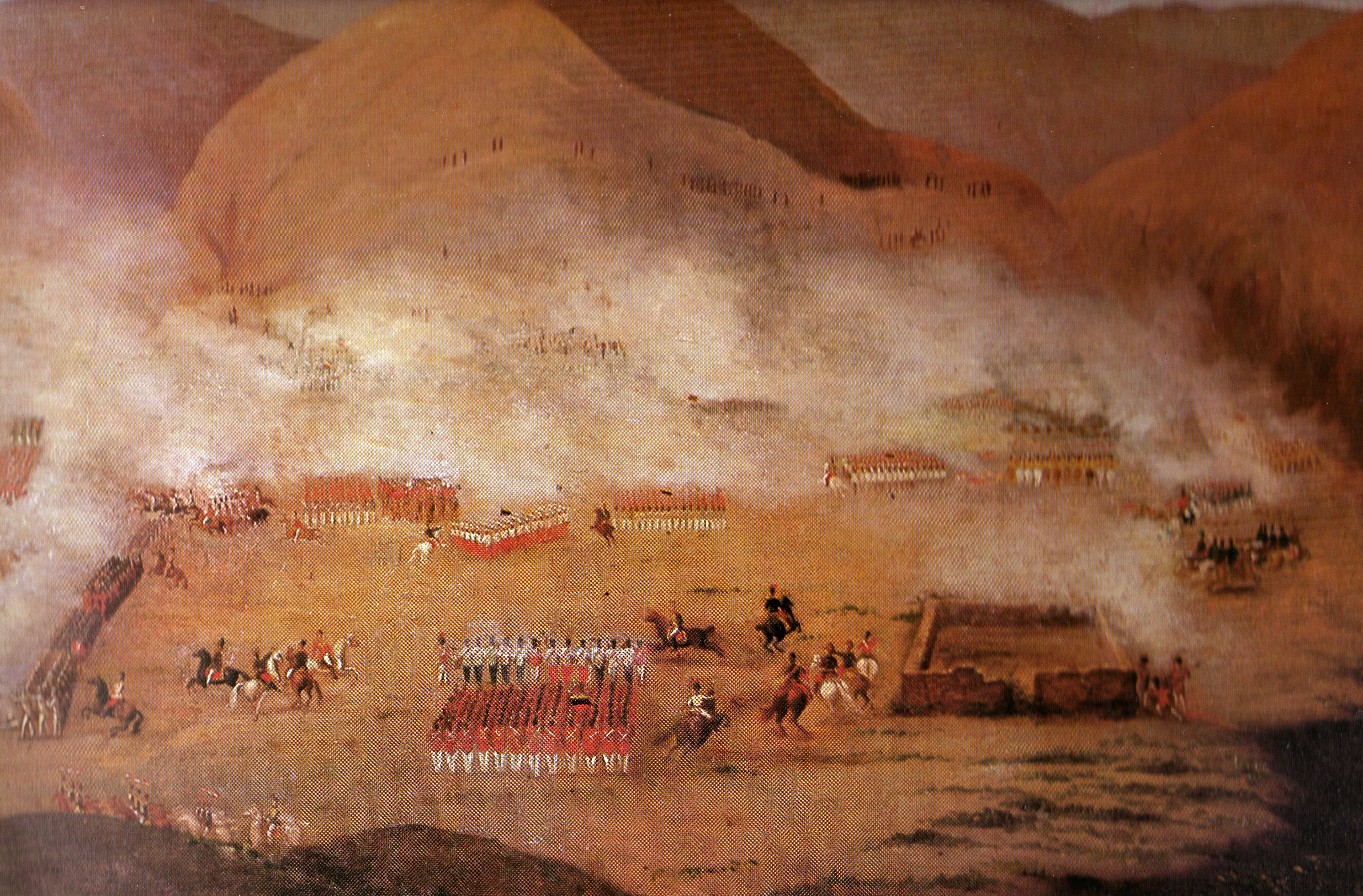
Batalla de Ayacucho, 9 de diciembre de 1824.

El 1 de septiembre de 1823 llega al Callao, a bordo del bergantín Chimborazo, Simón Bolívar, invitado por el Congreso peruano «para consolidar la independencia». El 18 de diciembre del mismo año se firmó en Lima el Convenio Galdeano-Mosquera, el cual establecía que «Ambas partes reconocen por límites de sus territorios respectivos, los mismos que tenían en el año de mil ochocientos nueve los ex virreinatos del Perú y Nueva Granada.» Fue aprobado por el Congreso peruano, pero meses después lo desaprobó el congreso colombiano.
El 9 de diciembre de 1824, en los campos de Ayacucho, se consumó la independencia del Perú. Pasados los ánimos triunfalistas, muchos patriotas se manifestaron contra Bolívar, quien se mantuvo como Dictador. Durante su gobierno, no planteó reclamos territoriales e incluso nombró gobernadores en Jaén y en Maynas, reconociendo así la pertenencia de esta provincia al Perú. Ya antes, en correspondencia con Santander del 3 de agosto de 1822, Bolívar reconocía que tanto Jaén como Maynas pertenecían legítimamente al Perú.
Al retirarse Bolívar en 1826, los elementos liberales y nacionalistas en el Perú pusieron fin al régimen bolivariano, en enero de 1827. El nuevo gobierno despidió a las tropas colombianas y expulsó al agente diplomático colombiano, Cristóbal Armero. En todo el país, se organizaron actos indignantes contra Bolívar y Sucre. Al mismo tiempo, el ejército peruano al mando de Agustín Gamarra entró en Bolivia y obligó a renunciar a Sucre a la presidencia, acabando con la influencia colombiana en ese país. 
Para remediar la crisis, el Perú envió a Colombia como ministro plenipotenciario a José Villa. Bolívar se negó a recibirlo y, por intermedio del canciller colombiano, pidió explicaciones al Perú sobre la despedida de tropas colombianas, la intervención en Bolivia, la expulsión de Armero, la deuda de la independencia y la restitución de Jaén y Maynas. Enseguida, Villa recibió sus pasaportes.

### Guerra grancolombo-peruana (1828-1829)

Territorio en disputa entre la Gran Colombia y el Perú.

Tanto en Colombia como en el Perú se produjeron excitaciones bélicas. El 17 de mayo de 1828, el Congreso peruano autorizó al presidente José de la Mar a tomar medidas militares, a causa de la expulsión de Villa. Sin embargo, sería Bolívar quien daría el primer paso: el 3 de julio de 1828, la República de Colombia declaró oficialmente la guerra a la República Peruana.
La marina peruana bloqueó la costa pacífica grancolombiana y asedió el puerto de Guayaquil, ocupándola el 19 de enero de 1829. El ejército peruano ocupó Loja y Azuay. A pesar de estos éxitos, la guerra terminó cuando el ejército peruano fue derrotado en el Portete de Tarqui, el 27 de febrero de 1829; y con la firma del Convenio de Girón, al día siguiente, que estipulaba la desocupación de Guayaquil y Loja porque «Colombia no consentirá firmar un tratado mientras tropas enemigas ocupen su territorio». Este punto es destacable, pues implícitamente Colombia no consideraba como territorio suyo a Jaén y Maynas, al no exigir su desocupación.

### Tratado de Guayaquil
El convenio de Girón fue desaprobado por el Perú por acciones colombianas consideradas ofensivas. Por ello, La Mar estuvo dispuesto a continuar la guerra, pero fue derrocado por Agustín Gamarra. Este último, deseoso de acabar con el conflicto, firmó el armisticio de Piura que estipuló la suspensión de hostilidades y la devolución de Guayaquil.
Para poner término definitivo a la contienda, los representantes del Perú y Colombia, José Larrea y Pedro Gual respectivamente, se reunieron en Guayaquil. 
El 22 de septiembre de 1829, se firmó el Tratado Larrea-Gual que constituyó un tratado de paz y amistad, mas no de límites. Sus artículos 5° y 6° establecían la base que debía servir para la delimitación entre los dos países y el procedimiento que se emplearía para la misma.

Ambas partes reconocen por límites de sus respectivos territorios, los mismos que tenían antes de su independencia los antiguos Virreynatos de Nueva Granada y el Perú, con las variaciones que juzguen convenientes acordar entre sí, a cuyo efecto se obligan desde ahora a hacerse recíprocamente aquellas cesiones de pequeños territorios que contribuyan a fijar la línea divisoria de una manera más natural exacta y capaz de evitar competencias y disgustos entre autoridades y habitantes de la frontera.

Y, en cuanto al procedimiento para realizar dicha delimitación, dispuso que se debería nombrar una Comisión de dos personas por cada república para que recorrieran, rectificaran y fijasen la línea divisoria, trabajos que se debían iniciar 40 días más tarde de haber sido ratificado el tratado por ambos países. El trazo de la línea comenzaría en el río Tumbes. En caso de desacuerdo se sometería a un arbitraje de un gobierno amigo.

### Las comisiones demarcadoras

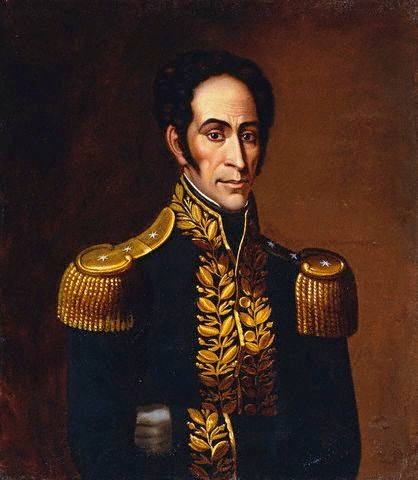
Simón Bolívar, Presidente de la Gran Colombia (1819-1830)

Colombia designó como comisionados a Eugenio Tamariz y Agustín Gómez. El 10 de octubre de 1829, recibieron instrucciones de Simón Bolívar:

Siendo el objeto de la Comisión de límites recorrer, fijar y ratificar la línea divisoria (...) conforme a las bases del artículo 5 (del Tratado de Guayaquil) deberían comenzar desde río Tumbes. (...) Continuará la operación entre las Provincias de Jaén y Mainas, para lo que servirá de gobierno que la Gran Colombia desea recuperar todos los territorios desde el río Tumbes hasta donde entre el río Marañón en el territorio de la Provincia de Jaén. Las aguas de dicho río Marañón serán los términos divisorios de ambas Repúblicas; bien entendido que no se debe ceder nada de esta parte del Marañón que antes pertenecía a la Presidencia de Quito y Virreinato de Nueva Granada, ni reclamar nada del otro lado del Marañón, por ser este río el límite natural entre ambas Repúblicas. Deberá, por consiguiente, incorporarse en el territorio de la Gran Colombia todo el que se encuentre en este lado del río Marañón, aunque se suscite la disputa de estar en poder del Perú, además de ser territorio de la Provincia de Jaén, que es de la Gran Colombia, éste ceda el territorio que está al otro lado de la ribera opuesta. Como la Provincia de Jaén se extiende hasta el otro lado del río Marañón, y la Gran Colombia cede la parte de dicha Provincia opuesta a la ciudad de Jaén y separada por el río Marañón se tendrá entendido que el punto de coincidencia que forma la línea divisoria entre el territorio peruano y entre la Provincia de Jaén y el río Marañón al entrar en el territorio de esta última Provincia, será el punto más meridional en estos límites, y allí se fijarán, de una manera muy ostensible, las señales adaptadas para la fijación de límites divisorios.

Sin embargo, el encuentro de los comisionados de ambas naciones nunca llegó a producirse: los delegados colombianos llegaron a Tumbes el 1 de diciembre de 1829, pero aún no llegaban sus pares peruanos. No siendo la estación propicia para iniciar la demarcación, decidieron posponer los trabajos hasta abril de 1830. Pasadas las lluvias, el gobierno peruano nombró a José Félix Castro y Modesto de la Vega como sus delegados, pero cuando llegaron a Tumbes se habían retirado los colombianos, sin que se les nombraran sustitutos. Poco tiempo después, se disolvería la Gran Colombia.

### Negociaciones de T. Mosquera con J. Armas y J. Pando

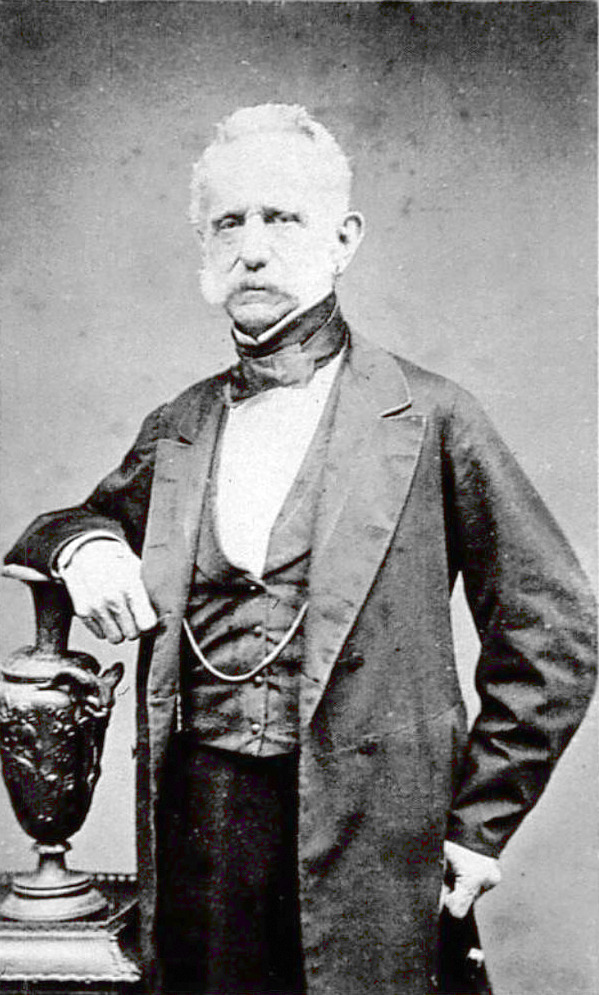
Tomás Cipriano de Mosquera.

Tras designar a los comisionados colombianos, Simón Bolívar envió como ministro plenipotenciario a Tomás Cipriano de Mosquera para reiniciar las relaciones diplomáticas entre ambos países. Mientras iniciaban los trabajos de la comisión demarcadora, el 1 de diciembre de 1829, Mosquera recibió las siguientes órdenes de Bolívar: 

(...) sobre dudas que pueden ocurrir respecto de la Provincia de Maynas. Yo insisto terminantemente en que debemos tomar el río Marañón por límites de esas tierras, porque la Cédula de 1802, si es que ha existido, no ha llegado a tener cumplimiento como estoy muy bien informado sobre este punto. Además, la naturaleza nos ha dividido, por el río Marañón en esos desiertos, y es el único modo de evitar guerras y querellas.

Se iniciarían las negociaciones en diciembre de 1829. Mosquera propuso a canciller peruano José de Armas crear un convenio de límites que sirviera como guía a los comisionados, pues el Tratado de Guayaquil se mostraba indefinido sobre el tema. Al principio existió un consenso sobre el inicio de la frontera: el río Tumbes. Sin embargo, las negociaciones se truncaron por un desacuerdo sobre los ríos Chinchipe y Huancabamba: los peruanos se decantaban por la primera opción, pero Mosquera insistía en la segunda.
En febrero de 1830, José María Pando, nuevo canciller del Perú, envió un oficio a la cancillería colombiana, que planteaba la línea limítrofe ríos Zarumilla (en lugar del Tumbes)-Chinchipe (en lugar del Huancabamba)-Marañón (o sea, el Amazonas). Pero el empecinamiento de Mosquera, que no se conformaba con ganar «unas selvas en Jaén y Maynas», hizo imposible un arreglo definitivo.

### Protocolo Pedemonte-Mosquera

Carlos Pedemonte y Talavera.

De acuerdo con las posiciones colombo-ecuatorianas, el 10 de agosto de 1830, Mosquera y el canciller peruano Carlos Pedemonte y Talavera suscribieron un protocolo complementario al Tratado de Guayaquil: el Protocolo Pedemonte-Mosquera.

(…) S.E. El Libertador (…) propuso que se fijase por base para los límites el río Marañón desde la boca del Yurati aguas arriba hasta encontrarse con el río Guancabamba y el curso de este río hasta su origen en la cordillera y de allí tomar una línea al Macará para seguir y tomar las cabeceras del río Tumbes; (…) el Perú quedaba dueño de la navegación del Amazonas conjuntamente con Colombia… poseyendo la ribera derecha del Río Negro desde la piedra del Cocui y todo su curso interior como los ríos Caquetá ó Yapurá, Putumayo y Napo. (…) Después de una detenida discusión, convino el Ministro de Relaciones Exteriores en estas bases; pero que las modificaba poniendo por término, no la embocadura del Guancabamba, sino la del río Chinchipe que conciliaba más los intereses del Perú, sin dañar á Colombia. (…) El Ministro de Colombia convino en todo, dando desde ahora por reconocido el perfecto derecho de Colombia á todo el territorio de la ribera izquierda del Marañón ó Amazonas y reconocía del Perú el dominio en la ribera derecha quedando únicamente pendiente resolver si deben regir los límites por Chinchipe ó Guancabamba.
Protocolo Pedemonte-Mosquera

El Perú ha considerado a éste protocolo como inexistente o, al menos, inválido debido a las siguientes razones:
- Ni Colombia, ni el Ecuador, ni el Perú han podido mostrar el protocolo original, que de existir, se encontraría en sus cancillerías.

- El 11 de agosto, día de la supuesta firma del protocolo, Mosquera no estaba ya en Lima. Se había embarcado en el Callao en la goleta Guayaquileña el día anterior, de acuerdo al número del Mercurio Peruano del 12 de agosto de 1830.

- Durante esos días (desde el 7 al 11 de agosto), Pedemonte se encontraba enfermo y era reemplazado temporalmente por Matías León.

- En la fecha de la supuesta firma del protocolo, la Gran Colombia había dejado de existir y Mosquera ya no tenía autoridad para firmar algún documento en nombre del extinto país.

- Cuando Mosquera llegó a Guayaquil en 1830, no dio publicidad a la noticia de que habían concluido sus gestiones, con la gran victoria diplomática para Colombia que se atribuyó en 1870.

- El mismo Mosquera declaró en 1843 que había negociado con Pando, sin mencionar a Pedemonte o al protocolo.

- En 1853, en una carta enviada al ministro de relaciones de Colombia, narró nuevamente la historia de su misión en Lima, más o menos en la misma forma que en 1843 y tampoco aludió al protocolo permaneciendo en igual mutismo posteriormente y manteniendo la misma actitud en su defensa autobiográfica cuando estaba enjuiciado en 1867.

- En su memoria de 1831, Pedemonte no comunicó al Congreso la firma de documento alguno en relación con los límites entre el Perú y Colombia.

- Durante las primeras negociaciones limítrofes peruano-ecuatorianas en 1841, el protocolo de 1830 no fue mencionado.

- De existir el supuesto protocolo, este no tendría ninguna validez, al no haber sido ratificado por los Congresos de ninguno de los países.

### Disolución de la Gran Colombia
En 1830, comenzó la ruptura de la confederación colombiana. A pesar de los intentos de Bolívar de mantener esta unidad geopolítica, el 6 de mayo de ese mismo año, Venezuela se declaró autónoma y eligió como presidente a José Antonio Páez. Ecuador haría lo mismo el 13 del mismo mes, eligiendo como jefe del gobierno a Juan José Flores. El mismo Bolívar moriría en Santa Marta, el 17 de diciembre.
En 1832, el distrito del Centro se convirtió en la República de Nueva Granada, con Francisco de Paula Santander como su primer presidente.

## Conflictos entre el Perú, Colombia, Ecuador y Brasil
Tras disolverse, la Gran Colombia se fragmentó en tres estados independientes: Venezuela, Ecuador y Nueva Granada. El Perú reclamaba territorio hasta el Caquetá; Nueva Granada, hasta el Napo-Amazonas; y el Brasil, hasta el puerto de Tabatinga.

### Creación de la provincia de Popayán (17 de noviembre de 1831)

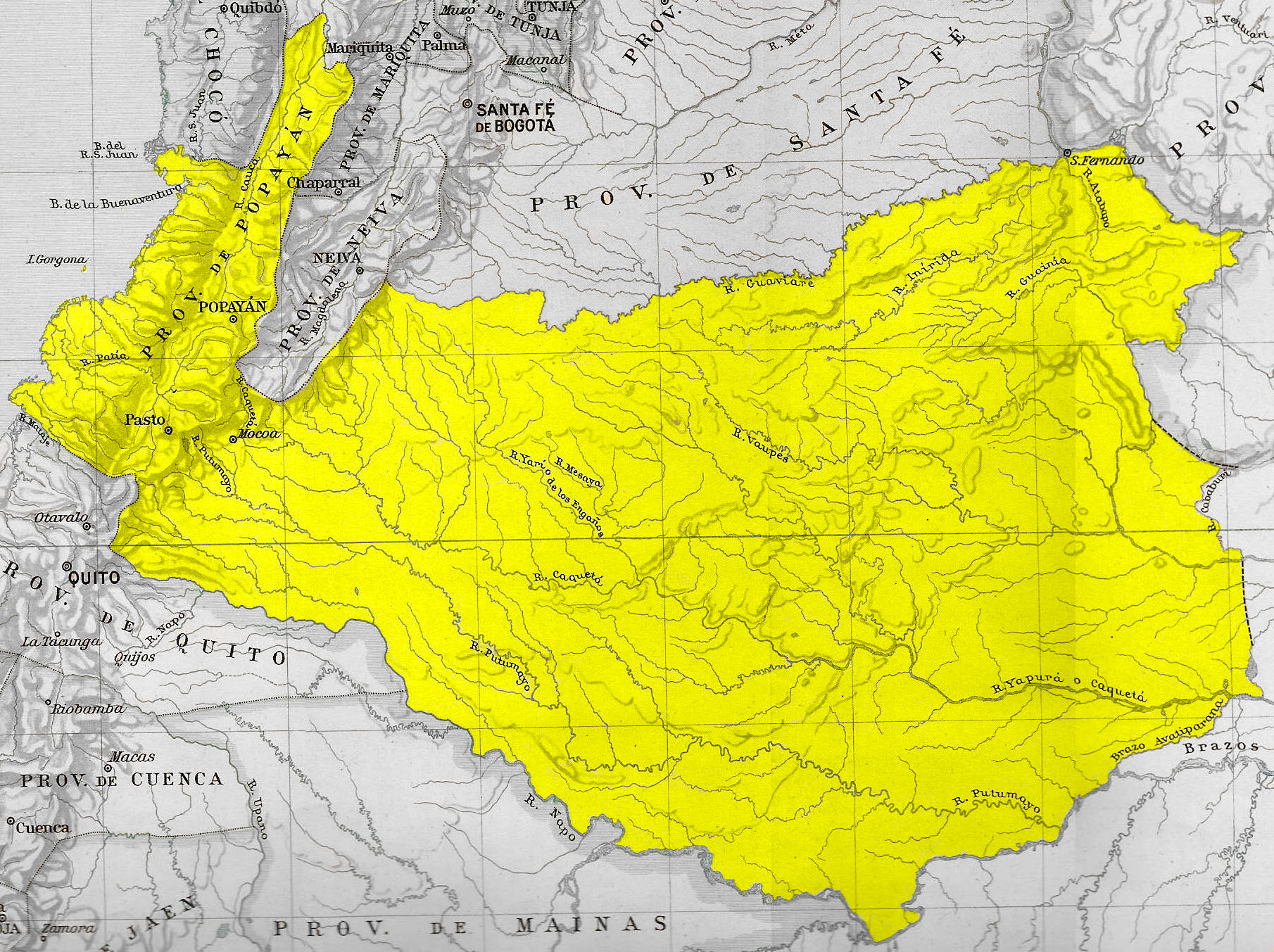
Provincia de Popayán.

Tras la separación, Nueva Granada se constituyó territorialmente de acuerdo a la división de 1810. Así pues, se erigió la provincia de Popayán, que tenía como límite al sur el río Napo y su confluencia con el Amazonas.

### Guerra entre el Ecuador y la Nueva Granada (1832)
El 7 de febrero de 1832, y a causa de las disputas territoriales sobre las provincias de Pasto, Popayán y Buenaventura, las repúblicas de Nueva Granada y Ecuador entraron en guerra. El conflicto fue favorable para la primera y concluyó con el tratado de Pasto, que delimitó únicamente el primer tramo de la frontera de las dos naciones: el río Carchi.

### Tratado Pando-Novoa
El Perú reconoció al Ecuador como nación independiente, y recibió a su representante en Lima, Diego Noboa. El 12 de julio de 1832 se celebraron dos acuerdos: uno de amistad y alianza, y otro de comercio. Fueron aprobados por los Congresos de ambos países, y canjeadas las ratificaciones respectivas.
El tratado es importante porque reconocía los límites vigentes, es decir, el estado posesorio del Perú de Tumbes, Jaén y Maynas (en contra de los intereses granadinos) y, el de Ecuador, de Quito, Azuay y Guayaquil; hasta la firma de un tratado definitivo de límites.
El ministro granadino en Lima, José del C. Triunfo, consideró que el tratado vulneraba los derechos de su país, y elevó una protesta.

### Creación del Departamento de Amazonas (21 de noviembre de 1832)
El 21 de noviembre de 1832, el Congreso peruano crea el Departamento de Amazonas, conformado por las provincias de Chachapoyas, Pataz y Maynas; separándose del Departamento de La Libertad.

### Juan José Flores y el Perú
Juan José Flores asumió el gobierno de Ecuador (nuevamente) en 1839. Su política exterior correspondía a su deseo de ensanchar el territorio ecuatoriano en detrimento de Nueva Granada y el Perú. Sus ánimos expansionistas aumentaron cuando, tras la disolución de la Confederación Perú-Boliviana, numerosas voces políticas del efímero estado reflotaron el reclamo bolivariano de Tumbes, Jaén y Maynas.
Entonces, sucedieron dos negociaciones entre ambos países: entre los ministros peruanos Matías León y Agustín Guillermo Charún, y los ecuatorianos José Félix Valdivieso y Bernardo Daste, que fracasaron. Sin embargo, su importancia radica en que por primera vez el Perú basa sus derechos sobre Maynas invocando la Real Cédula de 1802 (entonces perdida) y la libre determinación de los pueblos, como lo haría también en las futuras negociaciones con Colombia.

### Publicación en Lima del texto de la Cédula de 1802 (1842)

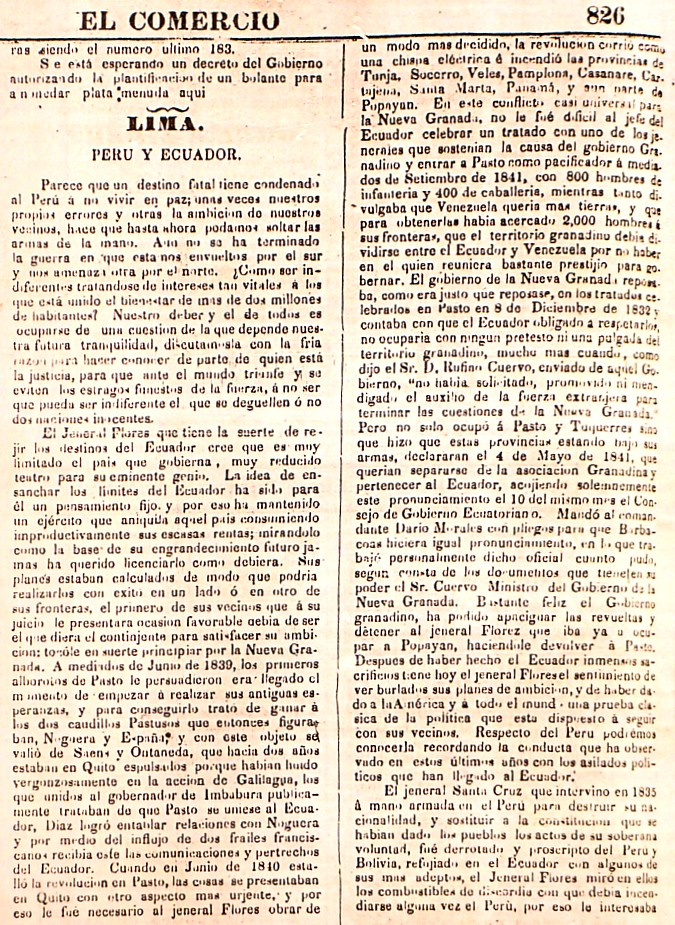
Copia del diario El Comercio de Lima, del 3 de marzo de 1842, edición que también publicó el texto de la Real Cédula de 1802.

El 3 de marzo de 1842, el recientemente fundado diario El Comercio publicó por vez primera el texto de la Real Cédula de 1802 (cuya existencia había sido cuestionada y puesta en duda). Sobre el original, el mismo diario indicó que existía uno en el Tribunal Mayor de Cuentas y otro en el archivo del convento de Ocopa, trasladado a Lima. Los archivos oficiales se perdieron durante un incendio.

### Consulta popular en la provincia de Maynas
En mayo de 1842, se firmaron actas en la provincia de Maynas, que ratificaron la voluntad de sus habitantes de pertenecer al Perú.

### Creación del Territorio del Caquetá (2 de mayo de 1845)

Mapa del Territorio del Caquetá.

El 2 de mayo de 1845, se separa de la provincia de Popayán, el territorio del Caquetá. Se designó como capital la ciudad de Mocoa, abarcando los territorios bañados por los ríos Caquetá, Putumayo, Napo y Amazonas, desde la frontera con Ecuador hasta el Brasil.

### Tratado del 23 de octubre de 1851 entre Perú y Brasil
El 23 de octubre de 1851 se firmó una convención fluvial por Bartolomé Herrera (por el Perú) y Duarte Da Ponte Ribeyro (por el Brasil). En su artículo VIII, se delimitaba el primer tramo de la frontera de ambos países: la línea Apaporis-Tabatinga y el río Yavarí.

Para precaver dudas respecto de la Frontera mencionada, en las estipulaciones de la presente Convención; aceptan las altas partes contratantes el principio uti possidetis conforme al cual serán arreglados los límites entre la República del Perú y el Imperio del Brasil; por consiguiente reconocen, respectivamente, como frontera de la población de Tabatinga, y de ésta para el Norte la línea recta que va a encontrar de frente al río Yapurá en su confluencia con el Apaporis, y de Tabatinga para el Sur el río Yavary, desde su confluencia con el Amazonas.

Al tener el gobierno granadino conocimiento de este acuerdo, dio orden a su ministro en Chile, Manuel Ancízar de elevar una protesta (abril de 1853); manifestando que era violatorio al Tratado de San Ildefonso de 1777.

### Creación del Gobierno Político y Militar de Loreto (10 de marzo de 1853)
El 10 de marzo de 1853, el gobierno peruano creó el Gobierno Político y Militar de Loreto, asignándosele como capital la ciudad de Moyobamba. Abarcaba los territorios y misiones situadas al norte y sur del Amazonas y sus respectivos afluentes, conforme a la Real Cédula de 1802.
Ante este hecho, el ministro plenipotenciario de Nueva Granada en Lima, Mariano Arosemena, y el de Ecuador, Pedro Moncayo, elevaron una protesta. José Manuel Tirado, por entonces canciller del Perú, sostuvo que, conforme al uti possidetis iure de 1810, esos territorios pertenecían a su país. Se basó en la Real Cédula de 1802 y la libre determinación de los pueblos.

### Ley ecuatoriana del 26 de noviembre de 1853

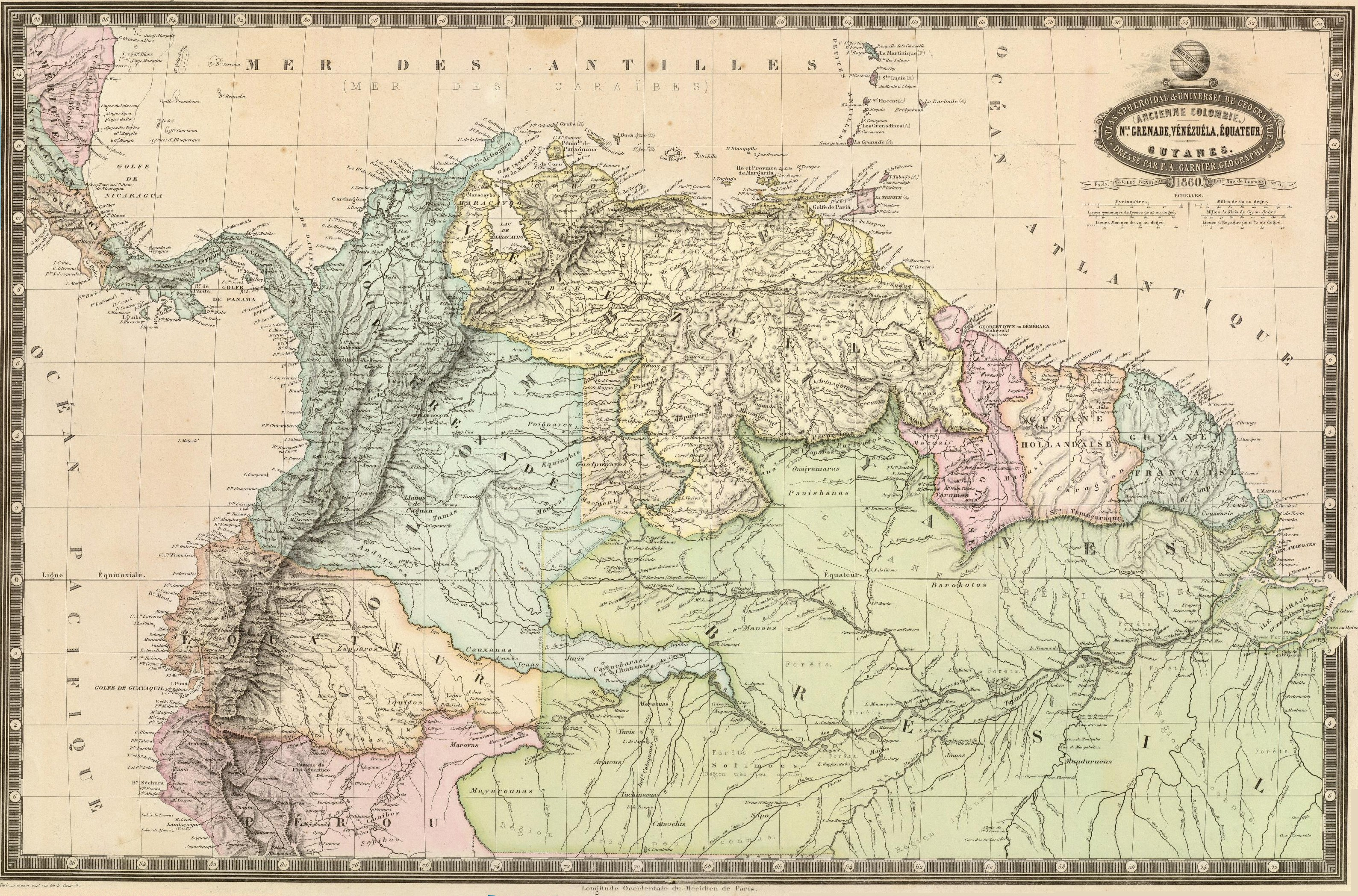
El norte de Suramérica en 1852.

El 26 de noviembre de 1853, el Congreso ecuatoriano dictó una ley, declarando «libre la navegación de los ríos Chinchipe, Santiago, Morona, Pastaza, Tigre, Curaray, Nancana, Napo, Putumayo y demás ríos ecuatorianos que descienden al Amazonas». El ministro plenipotenciario peruano en Quito, Mariano José Sanz León, remitió su protesta.

### Tratado del 9 de julio de 1856 entre Nueva Granada y Ecuador
El 9 de julio de 1856, el ministro plenipotenciario de Nueva Granada, Lino de Pombo; y el de Ecuador, Teodoro Gómez de la Torre, firmaron un tratado, en el cual se reconocía como límites provisorios entre ambas naciones los definidos por la ley grancolombina del 25 de julio de 1824, anulando lo decretado por el tratado de Pasto.

### Creación del Estado Federal del Cauca (15 de junio de 1857)
El 15 de junio de 1857, en el seno de la Confederación Granadina, se creó el Estado Federal del Cauca. Se designó como su capital la ciudad de Popayán y sus límites al sur se extendían desde la boca del río Mataje hasta la desembocadura el río Yavarí en el Amazonas. 

### Arbitraje de Chile entre Nueva Granada y Ecuador (1858)
En 1858, los gobiernos de Nueva Granada y Ecuador decidieron acudir al arbitraje de Chile, para resolver los conflictos en la región amazónica. Los alegatos fueron presentados por Florentino González, de parte de Nueva Granada; y Vicente Piedrahíta, por Ecuador. Sin embargo, el gobierno chileno no emite un fallo, debido a la imprecisión de sus atribuciones y la carencia de un compromiso formal.
En 1875 y 1876, se reiniciaron las negociaciones, que no llegaron a consenso.

### Guerra peruano-ecuatoriana (1858-1860)

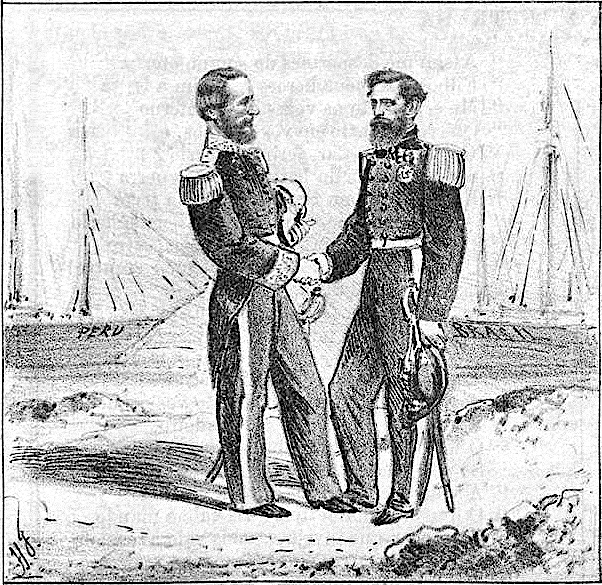
Francisco Carrasco (capitán de mar y guerra peruano) y José da Costa Azevedo (capitán-teniente de la armada brasileña), miembros de la comisión de límites.

El 26 de octubre de 1858, comenzó la guerra entre el Perú y Ecuador, debido a que (según el plenipotenciario peruano Juan Celestino Cavero) el gobierno ecuatoriano decidió finiquitar su deuda externa con Inglaterra mediante la cesión de territorios amazónicos peruanos. Después de una exitosa campaña de bloqueo de la costa ecuatoriana y la ocupación de Guayaquil, se firmó el Tratado Franco-Castilla, también llamado Tratado de Mapasingue. En este documento, se reconocía la validez de la Real Cédula de 1802 y el uti possidetis de 1810:

Artículo VI. Los gobiernos del Ecuador y del Perú rectificarán los límites de sus respectivos territorios, nombrando dentro del término de dos años, contados desde ratificación y canje del presente tratado, una comisión mixta que, con arreglo a las observaciones que hiciere y a los comprobantes que se le presenten por ambas partes, señale los límites de las dos repúblicas

Entre tanto éstas aceptan por tales límites los que emanan del uti possidetis, reconocido en el artículo 5° del tratado del 22 de septiembre de 1829 entre Colombia y Perú, y que tenían los antiguos Virreinatos del Perú y Santa Fe, conforme a la Real Cédula de 15 de julio de 1802.

### La comisión de límites entre el Brasil y el Perú (1868)
De acuerdo al tratado de 1851 entre el Perú y Brasil, ambos gobiernos nombraron en 1866 a sus comisionados respectivos, para colocar los hitos respectivos desde la boca del Apaporis, siguiendo por el Putumayo (donde hubo algunos canjes de territorios) y explorando el río Yavarí, determinando (incorrectamente) su origen en las coordenadas 07°01′17″S 74°08′27″O / -7.02139, -74.14083, cuando en realidad esta se encuentra en las coordenadas 07°06′51″S 73°48′04″O / -7.11417, -73.80111.

## Las negociaciones directas

### Primer arbitraje del Rey de España entre Perú y Ecuador (1887-1890)

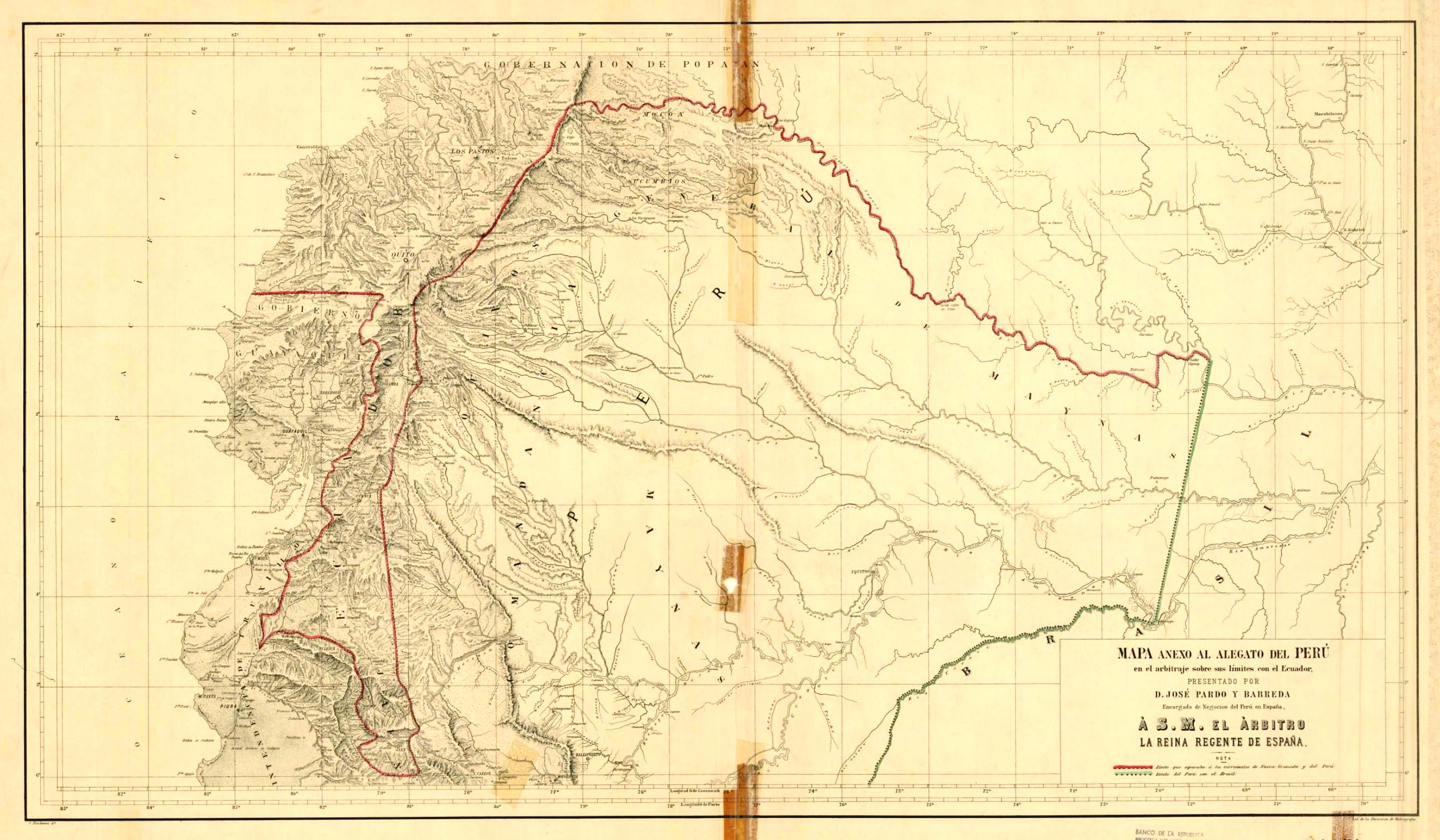
Mapa anexo al alegato del Perú en el arbitraje sobre sus límites con el Ecuador (1889).

En 1887, el gobierno ecuatoriano pretendió renovar la cesión de territorios a una compañía inglesa. El canciller peruano Cesáreo Chacaltana elevó su protesta y su gobierno propuso llevar el problema limítrofe al arbitraje de España. Por medio del Convenio Arbitral Espinoza-Bonifaz, ambas partes acordaron someter el problema limítrofe al arbitraje del Rey de España. Ambos países presentaron sus alegatos en 1889: el Perú, mediante su comisionado José Pardo y Barreda; sin embargo, el documento ecuatoriano se perdió, por lo que hubo de enviar una copia.

### Tratado Herrera-García
El canciller de Ecuador, Carlos R. Tobar, propuso a su similar peruano, Isaac Alzamora, entablar negociaciones directas para resolver de manera definitiva la disputa de límites, prescindiendo del arbitraje español. Este, a su vez, aceptó, y envió como representante a Arturo García, iniciando las discusiones con su par ecuatoriano Pablo Herrera González. Ambos firmaron el Tratado Herrera-García, por el cual el Perú renunciaba a sus derechos sobre Maynas. El acuerdo, por desavenencias entre los Congresos de ambos países, no fue aplicado.
En 1890 y 1891, el gobierno de Colombia elevó su protesta en Quito y Lima, debido a que ya que este tratado interfería con sus derechos en los ríos Napo y Amazonas.

### Ley colombiana del 22 de diciembre de 1890
El 22 de diciembre de 1890, el Congreso colombiano expidió una ley por la cual se dio autorizaciones para crear misiones y servicio policial en las regiones bañadas por los ríos Caquetá, Putumayo, Amazonas y sus afluentes. 
El canciller peruano Alberto Elmore elevó su protesta, el 8 de abril de 1891, por considerar que la ley lesionaba derechos territoriales del Perú, conforme a la Real Cédula de 1802 y la posesión de su país, pues los pobladores de esos lugares obedecían las leyes, los reglamentos y a las autoridades peruanas del Departamento de Loreto. Su par colombiano, Marco Fidel Suárez, indicó que:

(…) consultando  la armonía y a fin de no menoscabar intereses ya creados, no extenderá su acción sino a los territorios que actualmente se hallan faltos de misiones y de colonización (…) que tal respeto no sea interpretado como el reconocimiento de verdaderos títulos de dominio y soberanía territorial.

### Conferencias tripartitas de 1894

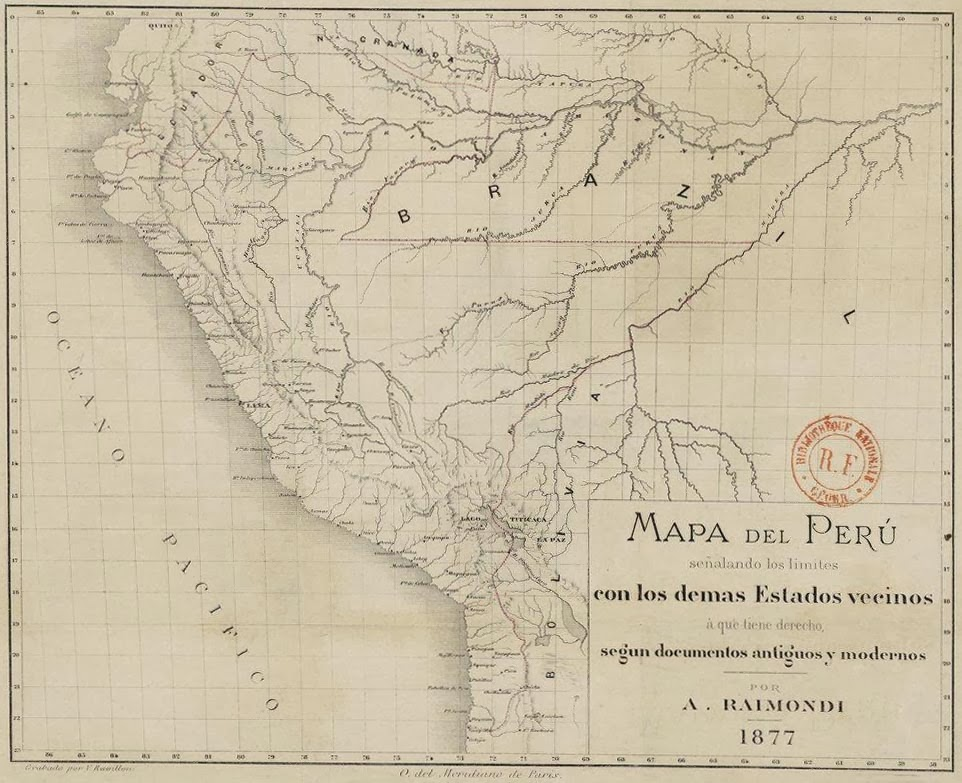
Mapa del Perú en 1877.

El gobierno colombiano, con motivo de las gestiones diplomáticas entre Ecuador y el Perú, solicitó ser admitida en las discusiones de límites con el fin de llegar a un acuerdo definitivo; gestión que vino a culminar con la convención tripartita reunida en Lima el 11 de octubre de 1894. Se nombraron como representantes por Colombia, Aníbal Galindo, como abogado especial, y Luis Tanco, quien era encargado de negocios en Lima; por el Ecuador, Julio Castro, enviado extraordinario y ministro plenipotenciario del Ecuador en Lima; y por el Perú, Luis Felipe Villarán, como abogado especial.
Al entrar en la controversia, Colombia sostuvo el reconocimiento del uti possidetis, pero integrándolo y sustituyéndolo (en casos de oscuridad y deficiencia) con el principio de la equidad y la recíproca conveniencia. Según su tesis, el árbitro no solamente debía atender los títulos de derecho, sino también los intereses de los países en litigio. 
Colombia definió su posición sobre la Comandancia General de Maynas, que era disputada por los tres países. El Perú sostenía que, de acuerdo al uti possidetis, el territorio le pertenecía, conforme a lo mandado por la Real Cédula de 1802; mientras que el Ecuador había sostenido su inexistencia y, cuando la cédula fue presentada, su incumplimiento. Por su parte, Colombia discutió el carácter jurídico del documento, y sostuvo que este no fue de demarcación política o civil, sino una providencia de orden eclesiástico. Así pues, la intención del acto regio fue poner las misiones eclesiásticas en Maynas bajo la supervisión del virreinato del Perú, pero dependiendo políticamente del de Nueva Granada.
Respeto a los posibles derechos de Ecuador, Colombia alegó que estos no arrancan de la cédula de erección de la Audiencia de Quito, pues esta no fue nunca una entidad autónoma, sino dependiente de los virreinatos del Perú y Nueva Granada. Debido a esto, no puede alegar a su favor el uti possidetis, el cual solo es válido para divisiones territoriales como los virreinatos y las capitanías generales. La nación ecuatoriana y sus derechos nacieron el 10 de febrero de 1832, cuando Colombia reconoció la separación de las provincias de Ecuador, Azuay y Guayaquil, para formar un estado independiente.
El convenio de arbitraje fue firmado el 15 de diciembre de 1894, pues los tres países no llegaron a un acuerdo en sus alegatos. El primer artículo decía:

Colombia se adhiere a la convención de arbitraje, firmada entre Perú y Ecuador el 1º de agosto de 1887, cuya aprobación fue canjeada en Lima el 11 de abril de 1888; pero las tres altas partes contratantes estipulan que el real árbitro fallará las cuestiones materia de la disputa, atendiendo no sólo a los títulos y argumentos de derecho que se han presentado y que se le presenten, sino también a las conveniencias de las partes contratantes, conciliándolas de modo que la línea de frontera esté fundada en derecho y en equidad.

Los congresos de Colombia y el Perú aprobaron el convenio, no así el de Ecuador, quien se abstuvo de hacerlo. Colombia, por su parte, y ante la conducta del Ecuador, prefirió entablar negociaciones directas. El Perú retiró su aprobación el 29 de enero de 1904.

### Protocolo Abadía Méndez-Herboso
El 27 de septiembre de 1901, se suscribió un protocolo entre el canciller colombiano Miguel Abadía Méndez y el plenipotenciario chileno en Bogotá, Francisco J. Herboso, que establecía una alianza entre Chile, Colombia y (presumiblemente) Ecuador. Continuaron las negociaciones colombo-chilenas, que incluía la venta de un blindado de la armada chilena (la cual era, por aquella época, una de las más poderosas de América y el mundo), siendo frustrada por el descubrimiento y la publicación de estos documentos por parte del plenipotenciario peruano en Colombia Alberto Ulloa Cisneros.

## El caucho, los arreglos limítrofes y elmodus vivendi

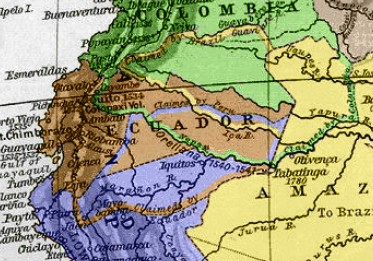
Territorios en disputa por Perú, Ecuador, Colombia y Brasil desde principios del hasta mediados del.

### Tratado Pardo-Tanco Argáez
El 6 de mayo de 1904 se firmó en Lima, entre el canciller peruano José Pardo y Barreda y el plenipotenciario colombiano Luis Tanco Argáez, un tratado que sometía la cuestión de límites al arbitraje del Rey de España. Ese mismo día, se firmó un modus vivendi en las zonas del Napo y Putumayo. Sin embargo, no fue aprobado por el canciller colombiano Francisco de Paula Matéus, aduciendo que Tanco no tenía instrucciones.

### Tratado Tobar-Río Branco
Coincidentemente, el mismo día de la firma del modus vivendi entre Colombia y el Perú, los gobiernos de Ecuador (representado por Carlos R. Tobar) y del Brasil (representado por José Maria da Silva Paranhos Junior, barón de Río Branco) firmaron un tratado, en el cual definieron su frontera en la línea Apaporis-Tabatinga, de acuerdo al tratado de 1851, entre el Perú y el Brasil.

La República del Ecuador y la República de los Estados Unidos del Brasil acuerdan que, terminando favorablemente para el Ecuador, como esta República espera, el litigio que sobre límites existe entre el Ecuador y el Perú, la frontera entre el Ecuador y Brasil, en la parte que confinen, sea la misma señalada por el Art. VII de la Convención que se celebró entre Brasil y el Perú, en Lima, el 23 de octubre de 1851, con la modificación constante en el Acuerdo asimismo firmado en Lima el 11 de febrero de 1874, para la permuta de territorios en la línea Iza o Putumayo, esto es, que la frontera - en todo o en parte - según el resultado del antedicho litigio, sea la línea geodésica que va de la boca del riachuelo San Antonio, en la márgen izquierda del Amazonas, entre Tabatinga y Leticia, y termina en la confluencia del Apaporis con el Yapurá o Caquetá, menos en la sección del río Iza o Putumayo, cortada por la misma línea donde el alveo del río, entre los puntos de intersección, formará la división.

### Tratados Velarde-Calderón-Tanco

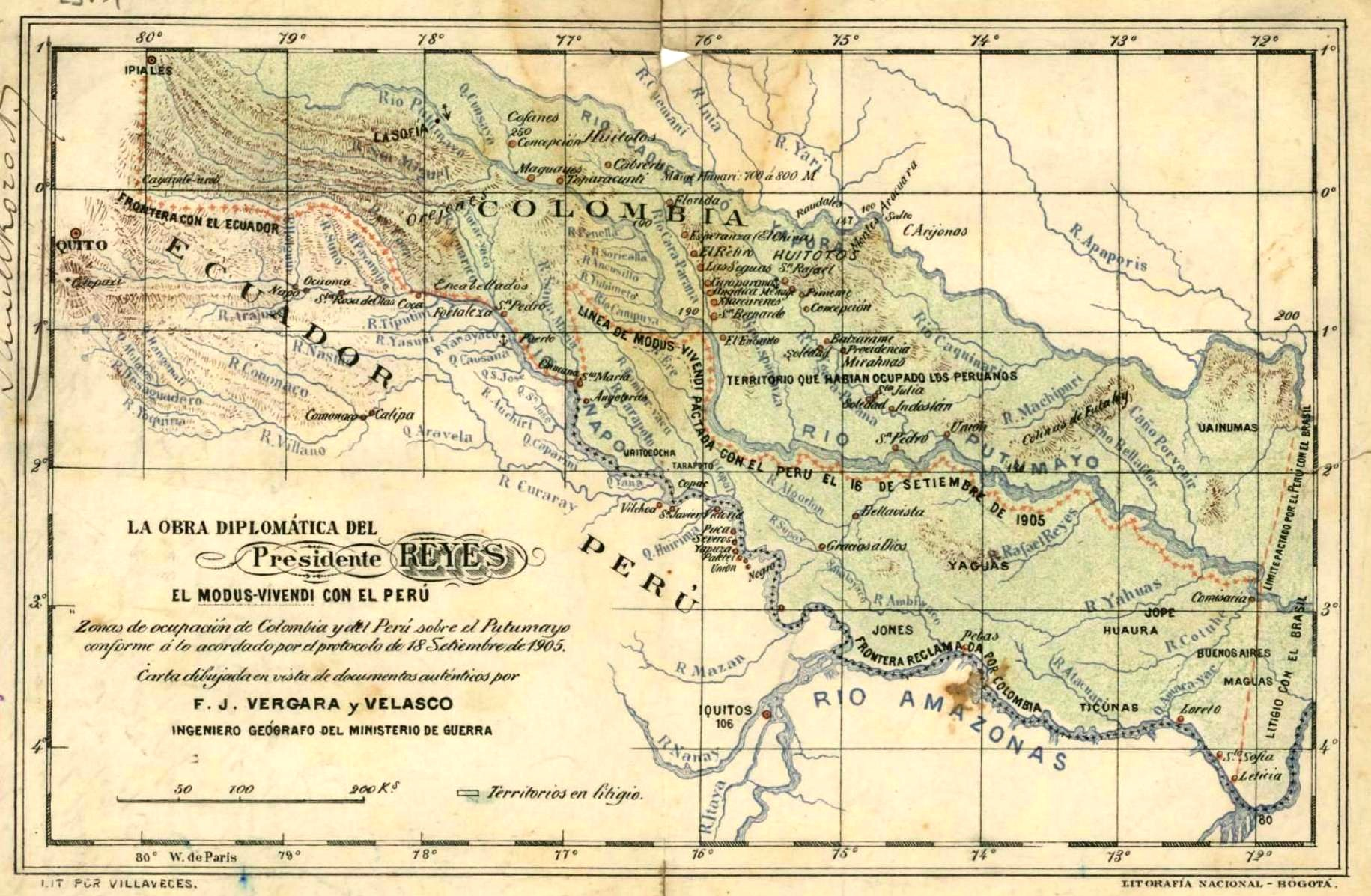
El modus vivendi entre Colombia y Perú sobre el Putumayo conforme a lo acordado por el protocolo de 12 de septiembre de 1905.

El 12 de septiembre de 1905, la nueva legación peruana en Bogotá (dirigida por el plenipotenciario peruano Hernán Velarde) consiguió celebrar con la cancillería colombiana tres nuevas convenciones: los tratados Velarde-Calderón-Tanco, con Clímaco Calderón, canciller de Colombia; y el ministro plenipotenciario colombiano en el Perú, Luis Tanco Argáez.
El primer acuerdo fue un convenio general de arbitraje, por el cual ambos países se comprometían a resolver todas sus diferencias, salvo las que afectaren la independencia o el honor nacionales, por medio del arbitraje. El árbitro sería el sumo pontífice Romano. El compromiso arbitral duraría 10 años, siendo los asuntos litigiosos presentados al árbitro por convenciones especiales.
El segundo convenio sometió la cuestión de límites a Pío X, o en su negativa o impedimento, al Presidente de la República Argentina; estableciéndose los principios de derecho y de equidad. El arbitraje solo debería iniciarse cuando se terminara el litigio entre el Perú y el Ecuador, pendiente ante el Rey de España.
El tercer tratado fue de statu quo y modus vivendi en la zona en disputa. Ninguno de los dos países alteraría sus posiciones mientras no se solucionara el litigio. Mientras tanto, la línea divisoria sería el río Putumayo, la cual sería neutral. Colombia ocuparía el margen izquierdo y el Perú, el margen derecho. Las aduanas serían mixtas y el producto de estas común.
Los acuerdos fueron aprobados por el Congreso colombiano y enviados para su ratificación en Lima. Sin embargo, según parece, por la enorme influencia de la poderosa Casa Arana, su aprobación se vino retrasando.
En ese contexto, el 6 de junio de 1906 se firmó en Lima un protocolo de statu quo en la zona en litigio y un modus vivendi en el Putumayo, río declarado neutral. Se retiraron las guarniciones, aduanas y autoridades civiles y militares, hasta que quedaran resueltos los conflictos limítrofes. Estas medidas, indirectamente, barbarizarían la región.

### Elboomdel caucho y los “escándalos del Putumayo”

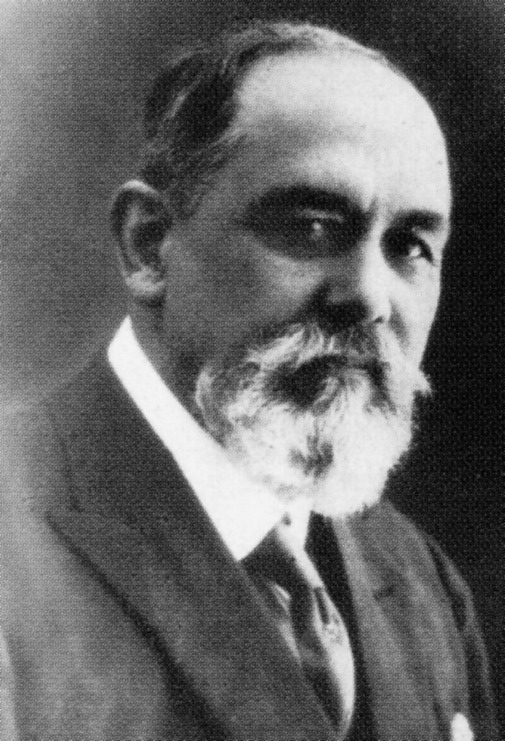
Julio César Arana, cauchero peruano.

La explotación cauchera, llamada fiebre o boom del caucho, había cambiado radicalmente la vida de los pobladores de la Amazonía. Iquitos, Manaus y Belém recibieron gran impulso económico en aquella época. Por el lado peruano, la Casa Arana era poseedora de todos los territorios caucheros desde el Amazonas hasta el actual territorio colombiano. Sus enormes éxitos comerciales lo empujaron a crear una empresa con el nombre de Peruvian Amazon Rubber Company, constituida el 27 de septiembre de 1907, con un capital de un millón de libras esterlinas. El directorio estaba constituido por Henry M. Read, Sir John Lister Kaye, John Russel Gubbins, Barón de Souza Deiro, M. Henri Bonduel, Abel Alarco y Julio César Arana.
El 9 de agosto de 1907, Benjamín Saldaña Roca presentó una denuncia penal en Iquitos contra los empleados de la empresa de Arana. La acusación señalaba que se estaban cometiendo horribles crímenes contra los indígenas del Putumayo: violaciones, torturas, mutilaciones y asesinatos. En Lima, la noticia fue publicada por el diario La Prensa, el 30 de diciembre de 1907. Sin embargo, con el pretexto de que, debido al modus vivendi pactado el año anterior, las autoridades peruanas no tenían autoridad sobre la zona comprendida entre el Putumayo y el Caquetá, la denuncia se archivó.
En 1909, los estadounidenses Hardenburg y Perkins fueron apresados por los de la Casa Arana debido a que, según ellos, les recriminaron por la explotación de los indígenas y los trabajadores en general. Según la empresa, Hardenburg había intentado chantajearlos, indicando «que tenía en su poder documentos muy comprometedores para la Peruvian Amazon Co.».
Al año siguiente, la prensa mundial se agitó por los llamados escándalos del Putumayo, gracias a la denuncia de Hardenburg, quien indicó la escalofriante cifra de 40 000 nativos asesinados. Los brutales crímenes contra los indígenas, cometidos en esa zona tanto por peruanos como por colombianos, sacudieron la opinión pública en Gran Bretaña; más aún, cuando se descubrió que la sindicada por los terribles abusos poseía capital británico. Se envió a Sir Roger Casement, cónsul británico en Manaus, a investigar esos hechos. Casement ya era mundialmente famoso, debido a su denuncia de los abusos y malos tratos a que era sometida la población nativa en el Congo Belga.
Asimismo, la Corte Suprema del Perú designó, gracias a una denuncia del fiscal de la Nación del 8 de agosto de 1910, a una comisión para que investigase lo sucedido en esos territorios. Carlos A. Valcárcel recibió las órdenes en noviembre de ese año, y el día 22, dispuso que se enjuiciara a los presuntos culpables. Sin embargo, debido a problemas de salud y falta de dinero, Valcárcel no pudo hacerse cargo de la investigación, por lo que fue reemplazado por Rómulo Paredes.
El informe de Casement fue presentado a inicios de 1911. En este, se describía las horribles prácticas de la casa Arana. El reclutamiento de nativos a manos de los peruanos y colombianos, la esclavitud, la explotación sexual de las mujeres, la muerte de miles de indígenas amazónicos; que confirmaron las denuncias hechas anteriormente. A pesar de ello, Julio César Arana nunca sería juzgado por sus presuntos crímenes, ni ante la Cámara de los Comunes de Gran Bretaña, ni ante la justicia peruana. Llegaría a ser senador de Loreto y opositor al Tratado Salomón-Lozano.

### Incidentes armados en el Putumayo y el Caquetá

Mapa del Perú en 1913.

A pesar de los acuerdos firmados con el Perú, el 5 de junio de 1907 el gobierno colombiano celebró secretamente una convención con el Ecuador, para negociar un acuerdo limítrofe en los territorios que también estaban en disputa con el Perú. Al mismo tiempo, exigía que este país aprobara el tratado de 1905 (que no ocurrió), cuando lo había violado al negociar con el Ecuador.
Ante esto, el 22 de octubre de 1907, el gobierno colombiano declaró unilateralmente terminado el modus vivendi de 1906, nombrando y sosteniendo autoridades en el Putumayo. Debido a esto, la cancillería peruana solicitó a Julio C. Arana que ayudara con sus empleados a repeler una posible invasión colombiana. Como consecuencia de estas dos acciones, se produjeron una serie de incidentes armados entre caucheros peruanos y colombianos en la zona.

### Tratado Vásquez Cobo-Martins

Mapa de Colombia en 1912, tras la firma del tratado Vásquez Cobo-Martins.

El 24 de abril de 1907, se firmó en Bogotá, entre los representantes de los gobiernos de Colombia y Brasil; Alfredo Vásquez Cobo y Enéas Martins, respectivamente, un tratado que definió la frontera, entre la piedra de Cocuy hasta la desembocadura del río Apaporis en el Caquetá:

La frontera entre Colombia y el Brasil (...) será la siguiente: De la isla de San José (...), el thalweg del Apaporis hasta su desembocadura en el río Yapurá o Caquetá (...); y el resto de frontera entre los dos países disputada, sujeta a posterior arreglo en el caso de que Colombia resulte favorecida en sus otros litigios con el Perú y el Ecuador.

### Tratado Porras-Tanco Argáez
En 1909, se reanudaron las negociaciones entre el Perú y Colombia, con el fin de poner término a los sangrientos combates que se sucedían entre el Putumayo y el Caquetá. El canciller peruano, Melitón Porras y el ministro colombiano, Luis Tanco Argáez, suscribieron un acuerdo el 22 de abril de ese año, que consistía en los siguientes puntos:
- El nombramiento de una comisión que investigara los sucesos del Putumayo y estableciera responsabilidades.
- Se indemnizaría los daños materiales y a las familias de las víctimas.
- La cuestión de límites, sería resuelta cuando se expidiera el fallo español en el juicio con el Ecuador y se sometería a arbitraje en caso de desacuerdo.
- Se pactaría un nuevo modus vivendi; y
- Se ajustaría un tratado de comercio.

En cumplimiento de la primera parte del tratado, se firmó en Bogotá el 13 de abril de 1910 la convención sobre reclamaciones. Se acordó en ella, la constitución de un tribunal mixto internacional, que se reuniría en Río de Janeiro a los 4 meses de firmada la convención. El tribunal debía resolver:
- El monto de la indemnización que uno de los países debía pagar a otro; y
- Determinar los casos en que se debía aplicarse la ley colombiana o peruana a los presuntos culpables de los crímenes de la región.

Sin embargo, sobre los convenios de arbitraje y modus vivendi acordados en el tratado Porras-Tanco Argáez, no se llegó a un acuerdo formal.

### Conflicto de La Pedrera

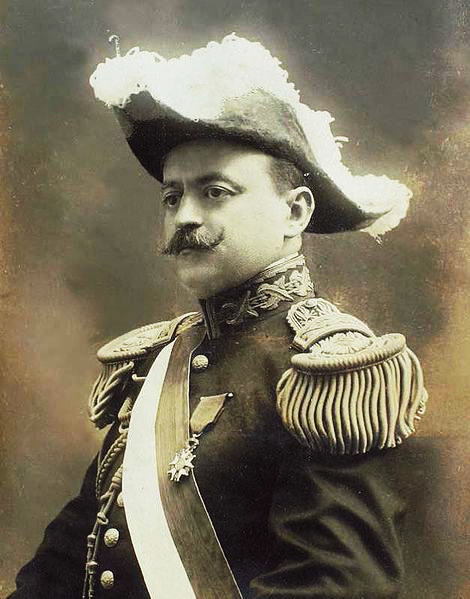
Óscar R. Benavides, militar peruano que venció a las fuerzas colombianas en La Pedrera.

En una campaña de colonización hacia el Caquetá, la cual tenía por objetivo impedir que las tropas peruanas siguieran avanzado al territorio colombiano, el gobierno colombiano envió al General J. Isaías Gamboa a La Pedrera, en donde se encontraba instalada la aduana colombiana, con el General Gabriel Valencia como único refuerzo, sin contar con los recursos ni hombres suficientes para llevar a cabo su labor. La tropa colombiana ya establecida en La Pedrera creó un campamento permanente, con una trocha de 6 kilómetros, un terreno de 3000 metros cuadrados para cultivos y un conjunto de trincheras. La mayoría de los soldados colombianos se enfermaron de paludismo, fiebre amarilla o leishmaniasis.
El 10 de julio de 1911 se llevó a cabo un enfrentamiento entre colombianos y peruanos, el cual se desató cuando las tropas peruanas iniciaron la invasión del territorio colombiano que estaba a cargo del General Gamboa. Ese día arribaron cuatro cañoneras peruanas a La Pedrera, con aproximadamente con 500 hombres, mientras el General Gamboa tenía a su cargo tan solo 63. El Comandante Óscar R. Benavides, quien estaba a cargo de las tropas peruanas, le mandó un comunicado pidiéndole abandonar la parte derecha del río Caquetá, a lo cual el General Gamboa respondió argumentando que a Colombia le pertenecía esa parte y que no la abandonarían. Agregó que en ese lugar estaba ubicada la aduana colombiana y que solo obedecían órdenes del gobierno colombiano.
Haciendo caso omiso de la petición presentada por el Comandante Benavides, el General Gamboa planeó la defensa con los pocos hombres que le quedaban. Esta consistía en establecer tres anillos de seguridad: en el primero puso a los hombres más sanos, luego a los que se encontraban en cuidados intermedios y por último a los moribundos. Esta estrategia funcionó los dos primeros días del enfrentamiento, logrando mantener a su batallón indemne, no obstante, era consciente y realista de la situación. Enfermo como se encontraba en esos días, ordenó la retirada, refugiándose con los pocos supervivientes en una localidad brasileña.
Ignorando los sucesos de La Pedrera, el 19 de julio de 1911 representantes de ambos gobiernos firmaron en Bogotá el Convenio Tezanos Pinto-Olaya Herrera, llamado así por ser sus firmantes el ministro plenipotenciario peruano Ernesto de Tezanos Pinto y el canciller colombiano Enrique Olaya Herrera, por el cual el Perú se comprometió a desviar hasta el Putumayo sus guarniciones, después de haber posesionado y admitido a Colombia en su soberanía sobre el Caquetá, dándole la administración de las aduanas y consintiendo en el establecimiento de una guarnición.
El asalto de La Pedrera confirmó no sólo la superioridad local que poseía Perú en la zona, sino la organizada marina de guerra, que tenía por objetivo cuidar y salvaguardar los puertos peruanos y la defensa de la parte del Amazonas que el Perú reclamaba para sí.

### Tratado Muñoz Vernaza-Suárez
El 15 de julio de 1916, el ministro plenipotenciario del Ecuador, Alberto Muñoz Vernaza; y el de Colombia, Marco Fidel Suárez, suscribieron en Bogotá un tratado de límites entre las dos repúblicas, desde el río Mataje hasta la desembocadura del río Ambiyacú en el Amazonas:

Partiendo de la boca del río Mataje, en el Océano Pacífico, aguas arriba de dicho río, hasta (…) el divortium aquarum entre el río Putumayo y el río Napo, y por este divortium aquarum hasta el origen principal del río Ambiyacu, y por el curso de este río hasta su desembocadura en el río Amazonas: siendo entendido que los territorios situados en la margen septentrional del Amazonas y comprendidos entre esta línea de frontera y el límite con el Brasil, pertenecen a Colombia, la cual por su parte deja en salvo los posibles derechos de terceros.

El Perú hizo, oportunamente, reserva de sus derechos afectados por dicho pacto.

### Negociaciones entre el Perú y Colombia (1911-1922)
Tras el incidente de La Pedrera, las relaciones entre Colombia y el Perú se vieron perturbadas: civiles colombianos apedrearon la casa del embajador peruano en Bogotá y su prensa atacó la actitud de su gobierno.[cita requerida] La separación de Panamá, episodio muy sensible, todavía estaba en la mente colectiva. Muchos se preguntaban: ¿sería Caquetá otro Panamá? Mientras tanto, las cancillerías de ambos países se preocupaban en iniciar nuevas gestiones. Entre 1912 y 1918, ambos países insistieron en la idea del arbitraje. Colombia, dirigida por los conservadores, planteaba el arbitraje del Papa: el Perú, en cambio, proponía como árbitro al Tribunal de La Haya o al Presidente de la Confederación Suiza. 
En 1919, se inició una nueva fase del conflicto. Colombia propone un arreglo directo, sin embargo, la línea propuesta por el ministro colombiano Fabio Lozano Torrijos a la cancillería peruana no fue aceptada, por cuanto no implicaba cesión alguna de Colombia. La contrapropuesta peruana tampoco fue aceptada por el ministro colombiano.

## Tratado Salomón-Lozano

Frontera peruano-colombiana, según lo establecido por el Tratado de 1922.

Reiniciadas las gestiones, el 24 de marzo de 1922 se llegó a un acuerdo directo en Lima, obra de los plenipotenciarios Fabio Lozano Torrijos (representando a Colombia) y Alberto Salomón Osorio (representando al Perú). El tratado Salomón-Lozano estableció como límite el siguiente:

La línea de frontera entre la República Peruana y la República de Colombia queda acordada, convenida y fijada en los términos que en seguida se expresan: Desde el punto en que el meridiano de la boca del río Cuhimbé en el Putumayo corta al río San Miguel o Sucumbíos, sube por ese mismo meridiano hasta dicha boca del Cuhimbé; de allí por el río Putumayo hasta la confluencia del río Yaguas; sigue por una línea recta que de esta confluencia va al río Atacuari en el Amazonas y de allí por el río Amazonas hasta el límite entre Perú y Brasil establecido en el Tratado Perú-Brasileño de 23 de octubre de 1851.

La rectificación del límite entre el Perú y Brasil y la entrega de la faja de territorio colindante con el Brasil, por la línea pactada en 1851 con el Perú, así como el acceso de Colombia al Amazonas, del que solo el Perú y Brasil eran condóminos, determinó la oposición de Brasil al tratado Salomón-Lozano. Esta actitud retardó la aprobación del acuerdo, hasta la firma de un acta en Washington en 1925, por el cual Colombia reconoció los territorios cedidos por el Perú a Brasil en 1851. El 20 de diciembre de 1927, fue aprobado por el Congreso peruano, sería ratificado por el colombiano el 17 de marzo de 1928, y comenzó a ser efectivo desde el 19 de marzo de 1928. Finalmente, el tratado se consumó con la entrega física de los territorios, el 17 de agosto de 1930.
En el Perú, Leguía es todavía criticado por la firma de este tratado, considerado excesivamente entreguista. Sin embargo, el intención del gobierno peruano fue la de ganar para el Perú un aliado, cuando se encontraba abrumado por los conflictos con el Ecuador y con Chile. Efectivamente, una consecuencia del tratado fue que Colombia apoyara al Perú en el litigio peruano-ecuatoriano y que Ecuador rompiera sus relaciones con Colombia.

## Guerra colombo-peruana (1932-1933)

### Antecedentes del conflicto: el incidente de Leticia

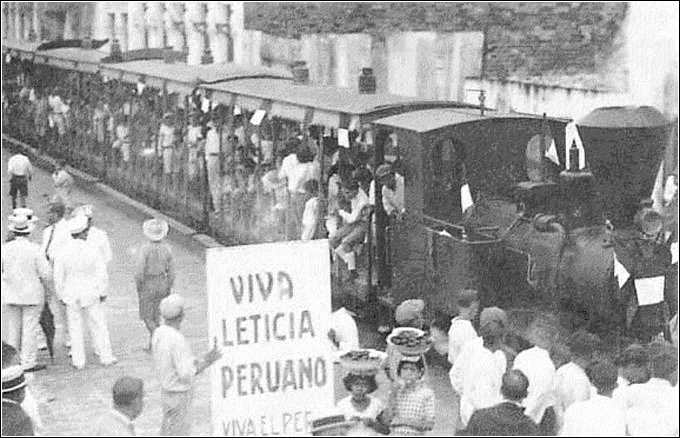
Manifestantes peruanos protestando por la cesión del puerto de Leticia a Colombia.

Tras la firma del tratado Salomón-Lozano, la población civil loretana tuvo un sentimiento dolido, contra la cesión de Leticia. Tanto los peruanos de Leticia y de Iquitos se opusieron tajantemente a la aplicación de ese tratado. También se acusaba a Colombia de incumplirlo, por dificultar la navegación y el comercio, especialmente en el río Amazonas y en el río Putumayo, afectando profundamente la vida económica de esa parte de la región amazónica peruana.
En la madrugada del 1 de septiembre de 1932, un grupo de 48 civiles peruanos del departamento de Loreto, al mando de Óscar Ordóñez de la Haza, ocuparon la ciudad de Leticia con el apoyo de la población y sin que se registre un solo tiro. Las autoridades, ciudadanía y policía colombianas fueron desalojadas y enviadas al Brasil.
El incidente, considerado en un inicio por ambos gobiernos como un problema aislado, fue el que desembocó en el conflicto de 1932. A pesar de que ni el gobierno peruano de Luis Miguel Sánchez Cerro ni el colombiano de Enrique Olaya Herrera deseaban un conflicto, la opinión pública en el caso del primero y la presión de los militares conservadores en el del segundo, hicieron que ambos gobiernos entraran en guerra.

### Operaciones militares

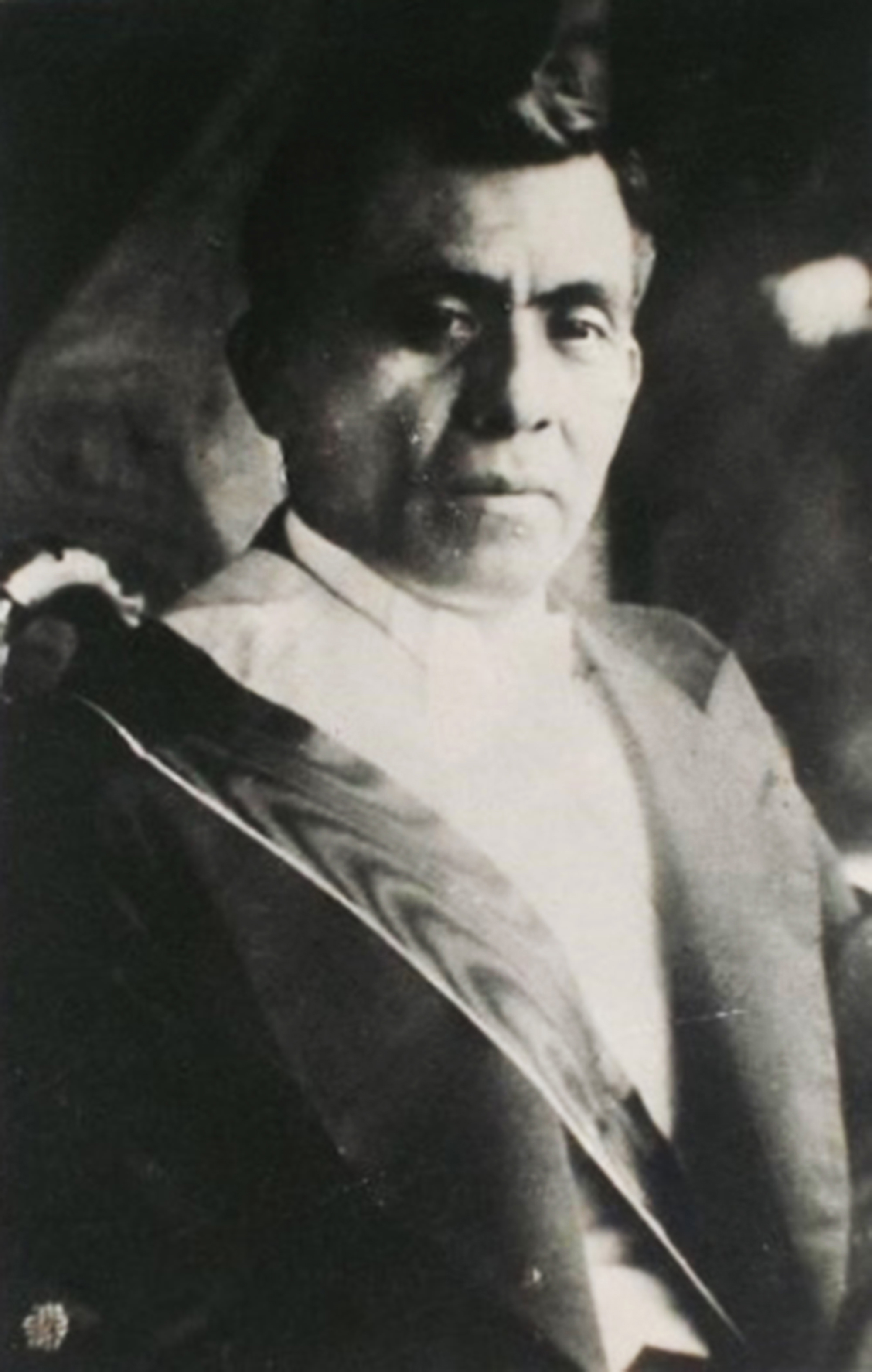
Luis Sánchez Cerro, Presidente del Perú.

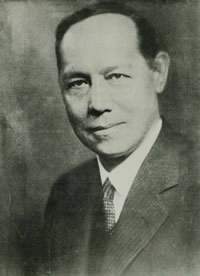
Enrique Olaya Herrera, Presidente de Colombia.

El 15 de febrero de 1933, Colombia rompe relaciones diplomáticas con el Perú, retirando al plenipotenciario peruano Enrique Carrillo. El día anterior, las tropas colombianas atacaron Tarapacá, ocupada por soldados peruanos, bombardeando el puerto. Al día siguiente, los peruanos se batieron en retirada, ante la imposibilidad de seguir con la lucha dejando pertrechos y armas. 
El 17 de marzo, tropas colombianas al mando del general Efraín Rojas atacaron un caserío ubicado cerca a Buenos Aires, en el río Cotuhé. Sin embargo, ante el ataque aéreo, la falta de apoyo y la posibilidad de una contraofensiva, el ejército del Perú se retiró. El 26 de marzo, el ejército de Colombia atacó a la guarnición peruana acantonada en Güepí, territorio peruano reconocido por el Tratado Salomón-Lozano. Durante ocho horas, los peruanos resistieron el ataque hasta verse casi rodeados, donde varios soldados incluido un oficial el teniente garrido Lecca son hechos prisioneros del ejército de Colombia y se da la posterior ocupación colombiana del puerto de Güepí.
En abril y mayo, continuaron los enfrentamientos a lo largo del Putumayo, en Calderón (16 de abril), Yabuyanos (29 de abril), Río Algodón (1-8 de mayo) y La Zoila (26 de mayo).

### Fin de la guerra
El 30 de abril de 1933 el presidente peruano Luis Miguel Sánchez Cerro es asesinado por Abelardo Mendoza Leyva, un militante del partido aprista, al salir de la revista en el Hipódromo de Santa Beatriz en Lima de los 30 000 soldados que se iban a movilizar al teatro de operaciones. Su sucesor, el general Óscar Benavides, amigo del electo Presidente colombiano Alfonso López Pumarejo, jefe del Partido Liberal colombiano, se reunió con él 15 días después en Lima.
El 25 de mayo, en la sede de la Sociedad de Naciones en Ginebra, se firma el armisticio entre las partes en disputa, por la parte peruana, Francisco García Calderón y por la colombiana, Eduardo Santos Montejo acordándose la entrega de Leticia a Colombia y la intervención de una comisión internacional de la Sociedad de Naciones. El 25 de junio, las tropas peruanas se retiraron de Leticia, entregándola a la delegación de la Sociedad de Naciones. Por su parte, Colombia entregó al Perú la guarnición de Güepí y la Isla Chavaco, además de todos los prisioneros de guerra peruanos.

## Protocolo de Río de Janeiro (1934)
La comisión para el arreglo de la disputa por Leticia se reunió en Río de Janeiro en octubre de 1933. La parte peruana estaba conformada por Víctor M. Maúrtua, Víctor Andrés Belaúnde, Alberto Ulloa Sotomayor y Raúl Porras Barrenechea. La delegación colombiana, por Roberto Urdaneta Arbeláez, Ministro de Relaciones Exteriores, Luis Cano Villegas y Guillermo Valencia Castillo.
El Perú invitó también al Ecuador a empezar negociaciones con el objeto de liquidar la cuestión de límites pendientes entre los dos países; pero este se negó. Este país era parte interesada en la disputa entre Colombia y el Perú, no solo por la contigüidad territorial, sino también porque había una zona que los tres países se adjudicaban. El Congreso ecuatoriano declaró que no reconocería la validez de los arreglos entre sus dos vecinos. 
El 24 de mayo de 1934 se firma por las representaciones diplomáticas de Colombia y del Perú, el Protocolo de Río de Janeiro, en la ciudad del mismo nombre, que ratifica el tratado Salomón-Lozano, aún hoy día vigente y aceptado por ambas partes.